# Nebel

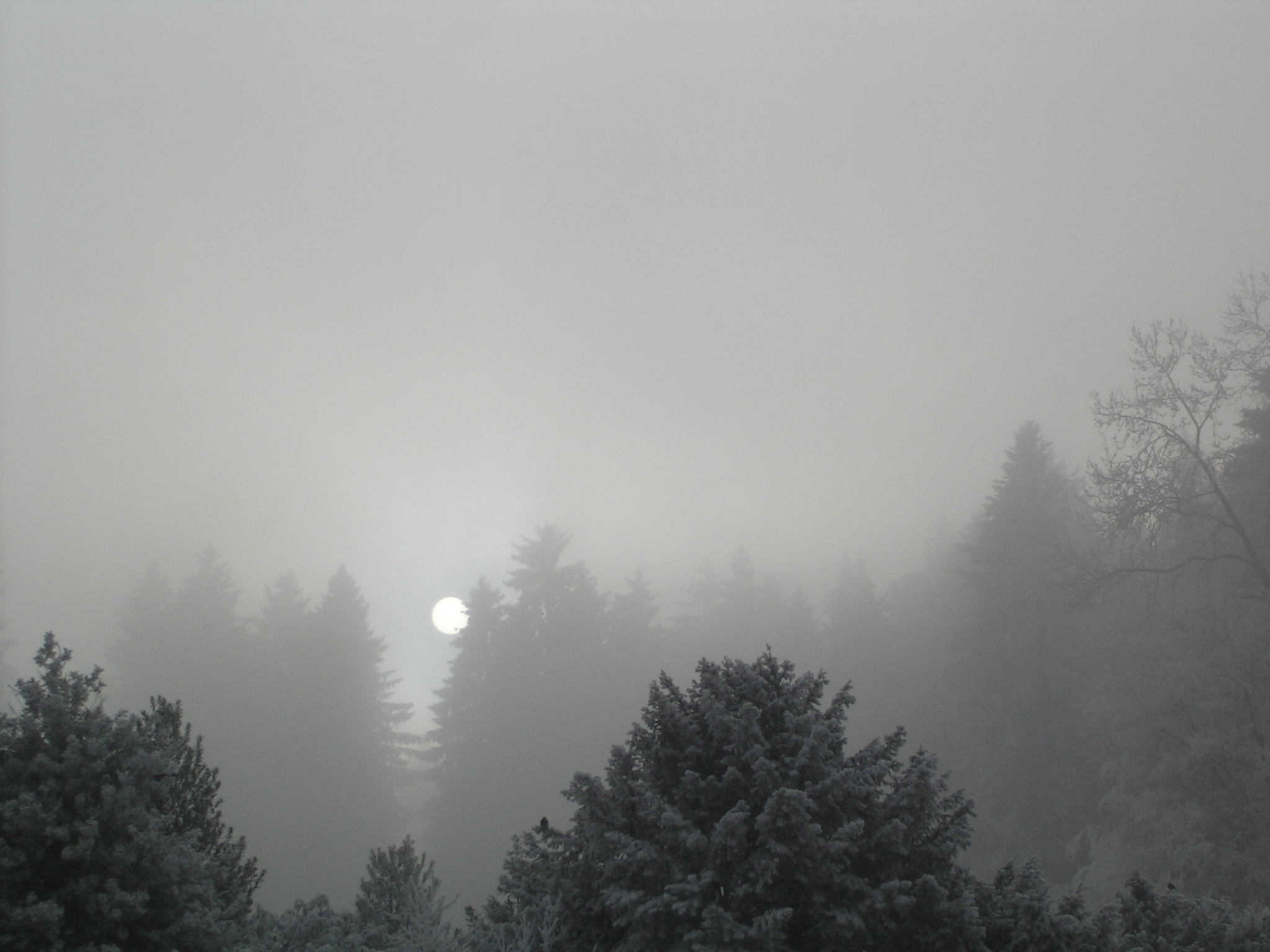
Durch Nebelschicht dringende Sonne

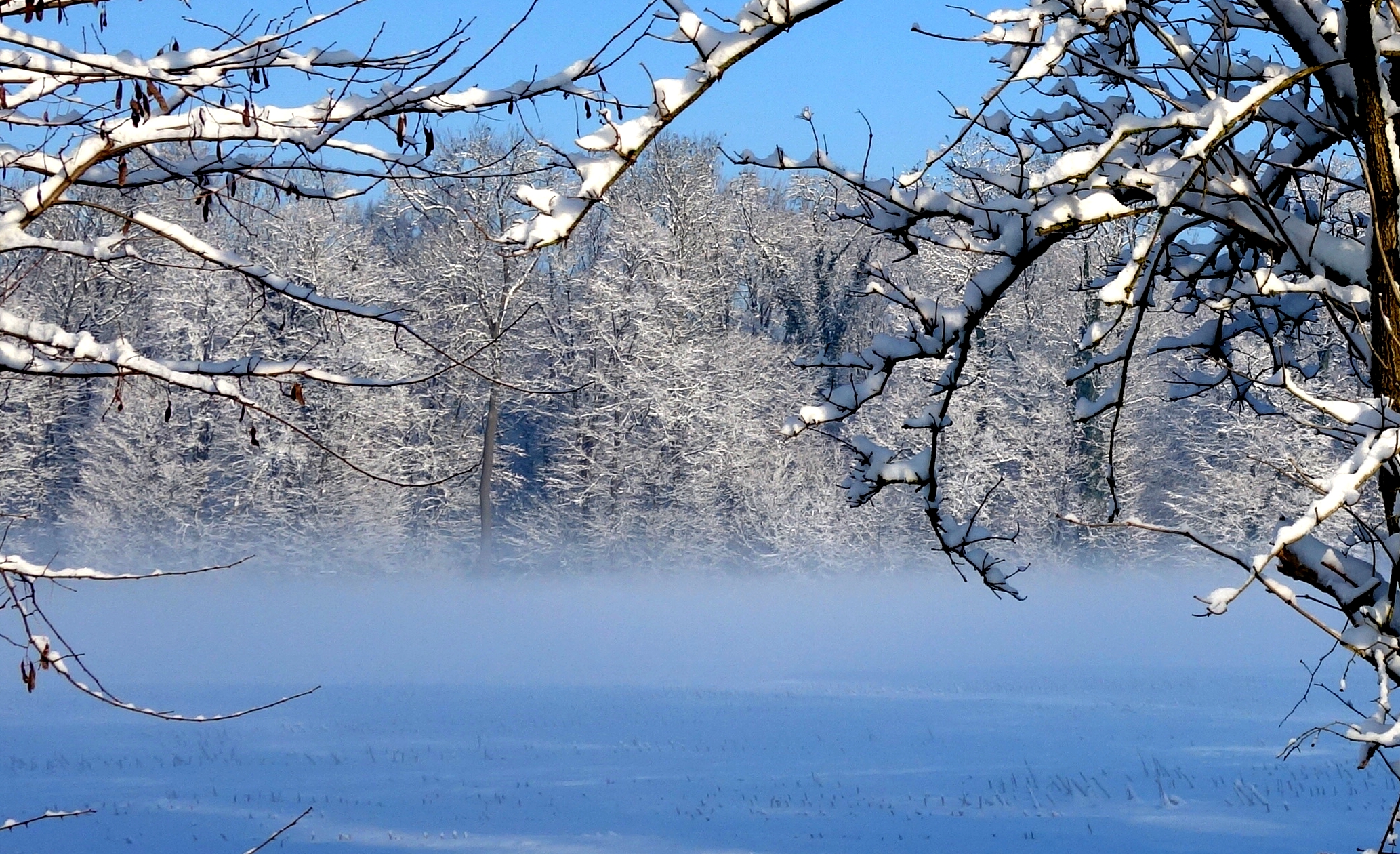
Morgennebel über einem verschneiten Acker im Bergischen Land

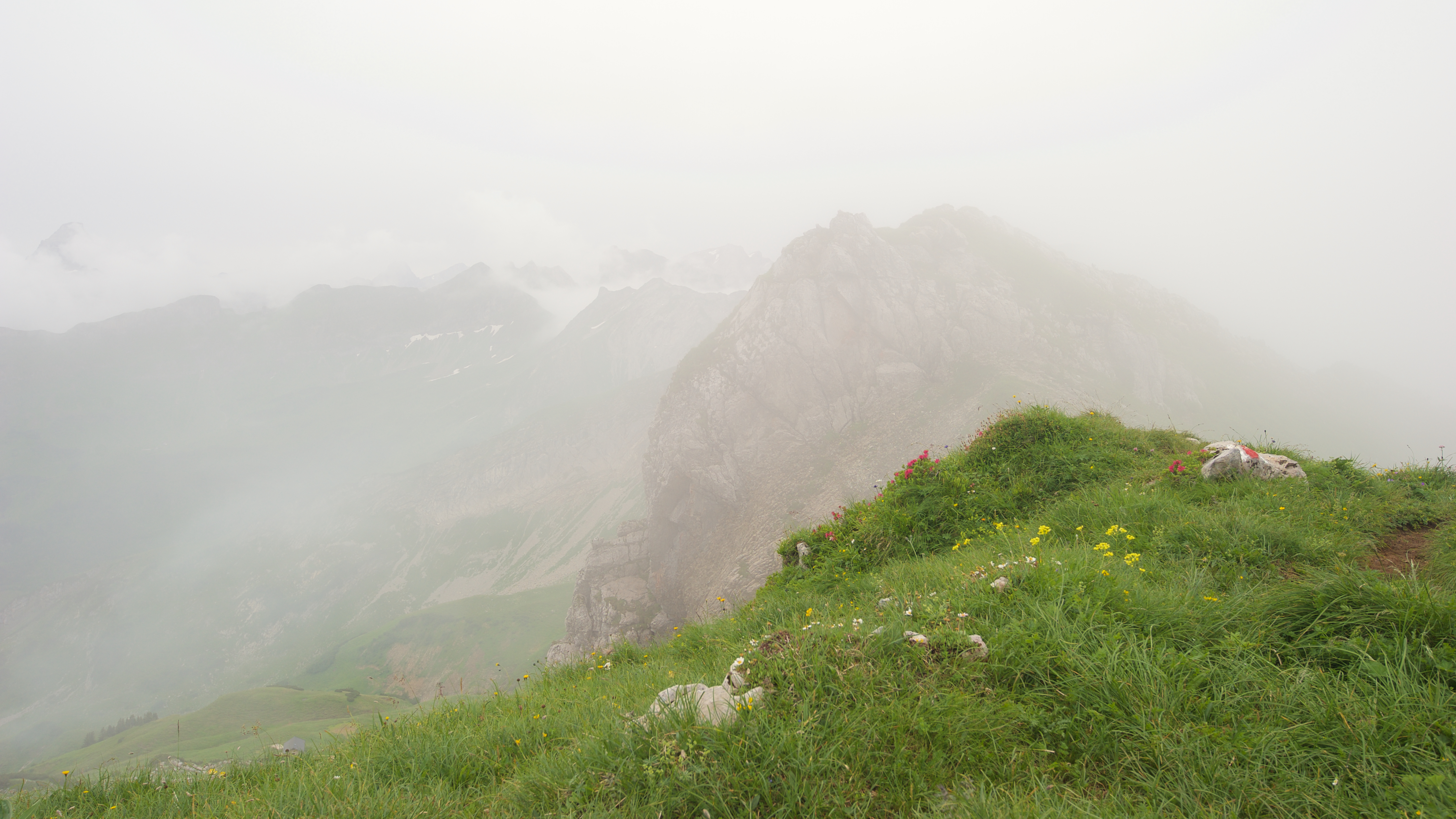
Aufkommender Nebel am Nebelhorn (Allgäuer Alpen)

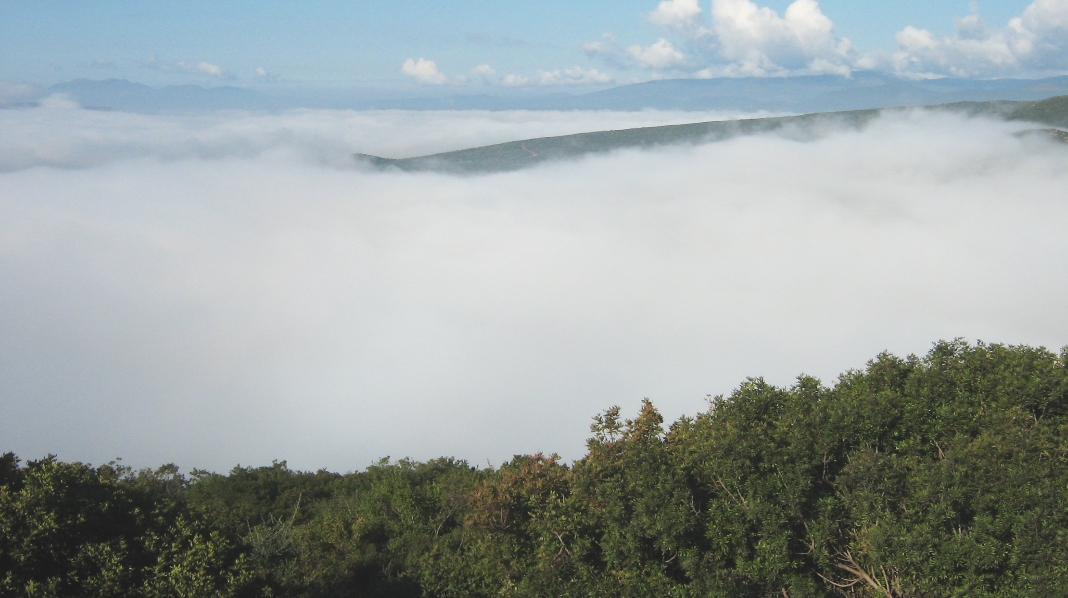
Nebel in einem Tal bei Bouchegouf, Provinz Guelma (Algerien)

Unter Nebel (althochdeutsch nebul, urgermanisch *nebulaz m. ‚Nebel, Dunkelheit‘ und in allen westgermanischen Sprachen vertreten; verwandt z. B. mit lateinisch nebula ‚Dunst, Nebel‘ und altgriechisch Νεφέλη nephélē ‚Wolke, Gewölk‘; niederdeutsch Daak) versteht man in der Meteorologie einen Teil der Atmosphäre, in dem Wassertröpfchen fein verteilt sind und der in Kontakt mit dem Boden steht, wobei die Wassertröpfchen durch Kondensation des Wassers der feuchten und übersättigten Luft entstanden sind. Fachlich gesehen ist Nebel ein Aerosol, in der meteorologischen Systematik wird er jedoch zu den Hydrometeoren gezählt.
Nebel ist deshalb sichtbar, weil Licht aufgrund der Mie-Streuung gestreut wird, wodurch der Tyndall-Effekt auftritt und die eigentlich farblosen Tröpfchen sichtbar werden. Erst bei einer Sichtweite von weniger als einem Kilometer wird von Nebel gesprochen. Sichtweiten von einem bis etwa vier Kilometern gelten als Dunst. Einen Nebel in räumlich sehr begrenzten Gebieten bezeichnet man als Nebelbank und einen Tag, an dem mindestens einmal ein Nebel aufgetreten ist, als Nebeltag.
Nebel wie Dunst unterscheiden sich von Wolken nur durch ihren Bodenkontakt, sind jedoch ansonsten nahezu identisch mit ihnen. In ansteigendem Gelände kann daher eine Wolkenschicht in höheren Lagen zu Nebel werden. In der Luftfahrt spricht man in solchen Fällen von aufliegender Bewölkung.
Bei einer Sichtweite von 500 bis 1000 Metern spricht man von einem leichten, bei 200 bis 500 Metern von einem mäßigen und bei unter 200 Metern von einem starken Nebel. Von Laien wird dabei meistens nur eine Sichtweite von unter 300 Metern auch als Nebel wahrgenommen.

## Allgemeine Entstehungsbedingungen und Eigenschaften
Nebel entsteht bei einer meistens stabilen Atmosphärenschichtung, wenn wassergesättigte Luft aufgrund unterschiedlicher Ursachen den Taupunkt erreicht. Die Unterscheidung von Nebeln in bestimmte Arten wie Abkühlungs-, Verdunstungs- oder Mischungsnebel bezieht sich auf diese unterschiedlichen Ursachen und wird im Abschnitt Nebelarten dargestellt.
Die Sättigungsmenge der Luft, also die maximale Wasserdampfmenge, die die Luft enthalten kann, ohne dass Kondensation eintritt, ist dabei von vielerlei Faktoren abhängig. Auf sie wird im Artikel Sättigungsdampfdruck eingegangen. Ein Absinken der Temperatur oder eine Erhöhung des absoluten Wassergehalts über die Sättigungskonzentration hinaus hat im Idealfall eine sofortige Kondensation zur Folge, es bilden sich also kleine Wassertropfen. Inwieweit diese Kondensation aber wirklich sofort erfolgt oder ob erst Übersättigung eintritt, hängt dabei wesentlich von den Kondensationskernen ab. An ihnen kann sich der kondensierende Wasserdampf anlegen und geht damit wesentlich leichter in den flüssigen Aggregatzustand über, als es ohne Kondensationskerne der Fall wäre. Es handelt sich daher bei der Bildung von Nebeltropfen um eine heterogene Nukleation, die ohne Grenzflächen nicht möglich ist. So kann dann auch vor allem bei entsprechender Luftverschmutzung eine Mischung aus Nebel, Rauch-, Ruß- und anderen Partikeln entstehen und zu einer überdurchschnittlichen Nebeldichte führen, man spricht dann von Smog. Von besonderer Bedeutung sind auch die Oberflächeneigenschaften dieser Partikel, insbesondere deren Hygroskopie.
Wesentliche Faktoren, die über die Nebelbildung entscheiden, sind daher zum einen die Verfügbarkeit von Wasserdampf und zum anderen ein breites Spektrum an Faktoren wie Aerosolteilchenkonzentration, Temperaturverteilung, Orografie sowie die vor allem thermischen Oberflächeneigenschaften des entsprechenden Geländes.

### Tröpfchengröße und Nebeldichte
Die Tröpfchendurchmesser innerhalb eines Nebels sind mit wenigen hundertstel Millimetern wesentlich geringer als in einer typischen Wolke, durch die unterschiedlichen Kondensationskerne schwanken sie jedoch auch stark zwischen den einzelnen Tropfen. Dabei entscheidet deren Größe, ob ein Nebel nässend ist oder nicht. Ist er leicht nässend, so handelt es sich um eine Tröpfchengröße, die im Mittel 10 bis 20 μm nicht überschreitet, bei dichtem Nebel sind es eher 20 bis 40 μm. In Einzelfällen wurden auch schon Tröpfchengrößen von 100 μm festgestellt, dieses ist aber eine Ausnahmeerscheinung. Kleinere Tropfenradien weisen dabei auf maritime Bedingungen hin, größere Radien hingegen auf kontinentale Verhältnisse. Bei Nebel enthält ein Kubikmeter Luft in Form der Tröpfchen etwa 0,01 bis 0,3 Gramm kondensiertes Wasser.

### Aerodynamik
Weil die Nebeltröpfchen einen sehr kleinen Durchmesser haben, haben sie eine sehr kleine Re-Zahl von weniger als 0,1. Es liegt daher eine laminare Strömung beim Sinken vor. Die Sinkgeschwindigkeit wächst nach dem Gesetz von Stokes mit dem Quadrat des Durchmessers. Ein Tröpfchen mit einem Durchmesser von 20 µm hat nach Hoerner eine Sinkgeschwindigkeit von 10 mm/s.

### Ort und Auftreten
Der meiste Nebel entsteht im Herbst dadurch, dass die kalte feuchte Luft auf den noch warmen Boden trifft, da in dieser Jahreszeit durch Sonneneinstrahlung tagsüber Wasser verdunstet, die Luft sich abends aber so stark abkühlt, dass das Wasser wieder kondensiert. Auch durch die Sublimation von Eis und Schnee nimmt die Luft Wasser auf. Wenn es im Sommer plötzlich zu einem Kaltlufteinbruch kommt oder nach Regen, kann auch in dieser Zeit Nebel auftreten, was jedoch nicht allzu häufig geschieht. Nebel schlägt sich bei Temperaturen über 0 °C an Pflanzen und anderen festen Oberflächen nieder. Liegt die Temperatur unter dem Gefrierpunkt, so bildet sich Reif.
Nebel kann in nahezu allen Klimazonen vorkommen und seinem Charakter nach sowohl sporadisch als auch regelmäßig bzw. lang- oder kurzlebig auftreten. Die höchste Nebelhäufigkeit zeigt sich dabei in feuchtereichen Gebieten und bei großen Temperaturschwankungen bzw. starker Abkühlung. Dieses ist besonders beim Zusammentreffen kalter und warmer Meeresströmungen sowie in Auftriebsbereichen der Fall. Die wahrgenommene Nebelhäufigkeit ist dabei jedoch an die Beobachtung gebunden, weshalb sie häufig in der Nähe von Siedlungsräumen gegenüber der tatsächlichen Nebelhäufigkeit erhöht scheint und weshalb man sie ohne empirische Basis als nebelreicher einschätzt. Auch die räumlichen Skalenbereiche können dabei stark schwanken, so kann ein Nebel eine horizontale Ausbreitung von wenigen hundert Metern, aber auch teilweise hunderten von Kilometern besitzen. Die Ausbreitung in der Vertikalen schwankt von einigen Dezimetern bis zu mehreren hundert Metern.

### Niederschlag an Oberflächen
Bei völliger Windstille sinken die Nebeltröpfchen ab und schlagen sich an festen Oberflächen nieder. Bei leichter Luftbewegung ist der Abscheidegrad höher, weil die Luftbewegung trotzdem noch viel höher als die Sinkgeschwindigkeit der Tröpfchen ist. Besonders an großen Oberflächen, wie Nadelbäumen oder Getreide, ist der Abscheidegrad hoch. Entsprechende Anlagen werden zur Gewinnung von Wasser aus Nebel verwendet.

### Nebelnässe
Die Nebelnässe ist eine Niederschlagsform. Im Nebel befinden sich unterschiedlich große Tröpfchen. Die größeren Tröpfchen sinken schneller als die kleinen. Wenn ein größeres Tröpfchen auf ein kleines trifft, wird daraus ein noch größeres. Dieses neue Tröpfchen beschleunigt auf die Endgeschwindigkeit seiner Größe. Auf den Boden treffen daher größere Tröpfchen auf, als es der Verteilung in der Höhe entspricht. Die Niederschlagsmenge ist mit bis zu 0,12 l/m² je Stunde sehr gering.

## Nebelarten

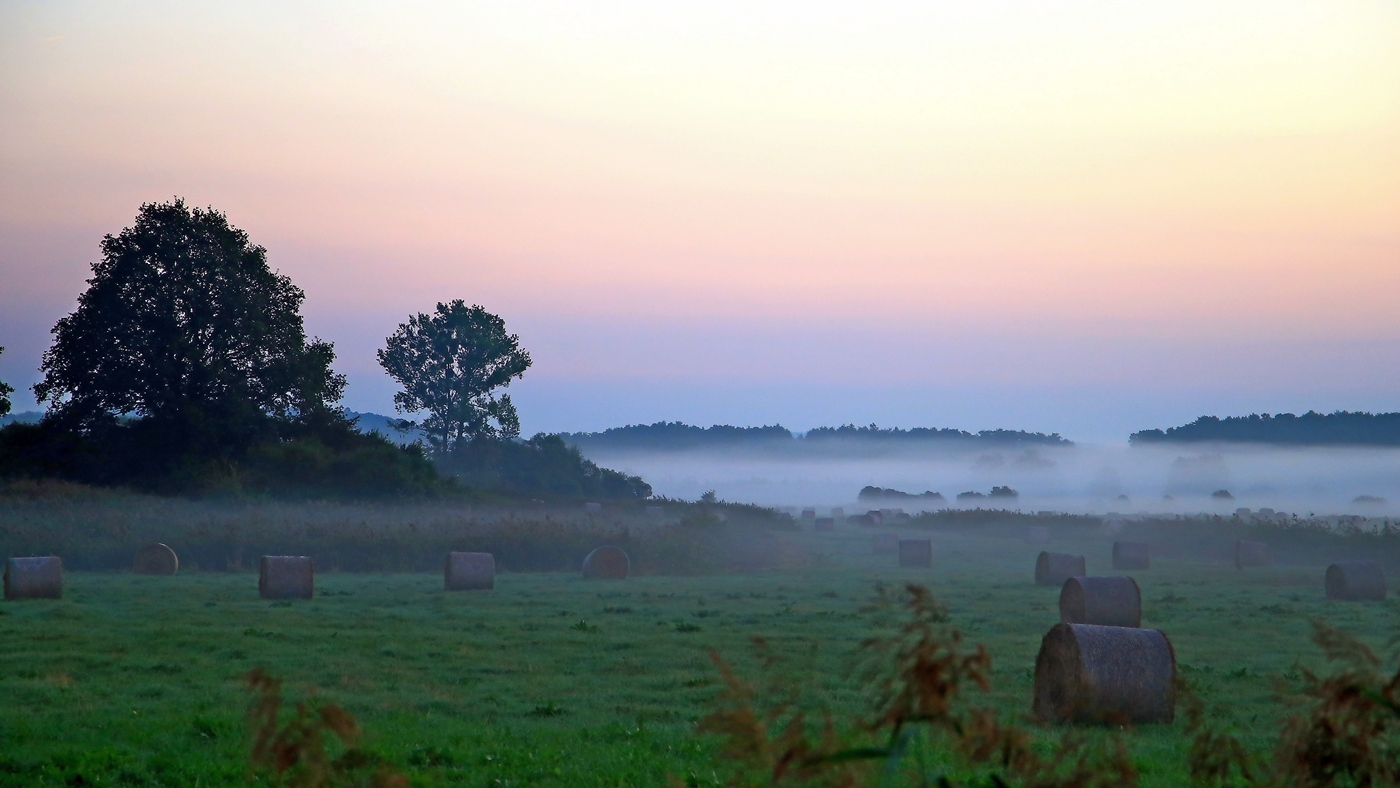
Bodennebel in Mecklenburg

### Begriffe
Nebel werden in der Meteorologie im Regelfall nach ihren Entstehungsbedingungen unterschieden, was jedoch auch nach sich zieht, dass viele Nebel nicht allein anhand ihres äußeren Erscheinungsbildes einer bestimmten Nebelart zugerechnet werden können. Auch existiert eine Vielzahl oft sehr unscharf definierter oder zumindest sehr unklar verwendeter Nebelbegriffe, insbesondere dann, wenn sich diese auf den Ort oder Zeitpunkt des Auftretens und nicht die Entstehungsursache eines Nebels beziehen. So unterscheidet man nach der Ursache im Wesentlichen Strahlungs-, Advektions-, Verdunstungs-, Mischungs- und orographische Nebel sowie als oft getrennt betrachtete Sonderform den Eisnebel. Daneben existieren jedoch auch eine Vielzahl anderer bekannter Begriffe wie Morgennebel, Bergnebel oder Seenebel, die sich in vielen Fällen nur schwer mit spezifischen Entstehungsbedingungen zur Deckung bringen lassen und oft zu Missverständnissen führen, welche Bezeichnung für welche generische Art von Nebel steht.
Auch eine Unterscheidung nach Boden- und Hochnebel ist möglich, wobei die Oberseite des Bodennebels nach meteorologischer Definition unter der Augenhöhe des Beobachters mit einer Sichtweite von dadurch mehr als einem Kilometer liegen muss. Es ist auch möglich, den Bodennebel als Nebel mit Bodenkontakt zu definieren, was jedoch redundant zur Definition eines Nebels an sich ist. Das verbreitete Verständnis eines Hochnebels als Nebel mit fehlendem Bodenkontakt ist daher auch irreführend, da es sich im Regelfall um eine niedrige Wolke vom Typ Stratus handelt, also nicht um Nebel im eigentlichen Sinne. Nur bei einigen Zwischenstadien von Nebeln, die an ihrer Basis aufgelöst wurden oder im Begriff sind, sich auf Bodenhöhe zu senken, spricht man auch in der Meteorologie von einem Hochnebel.

### Strahlungsnebel

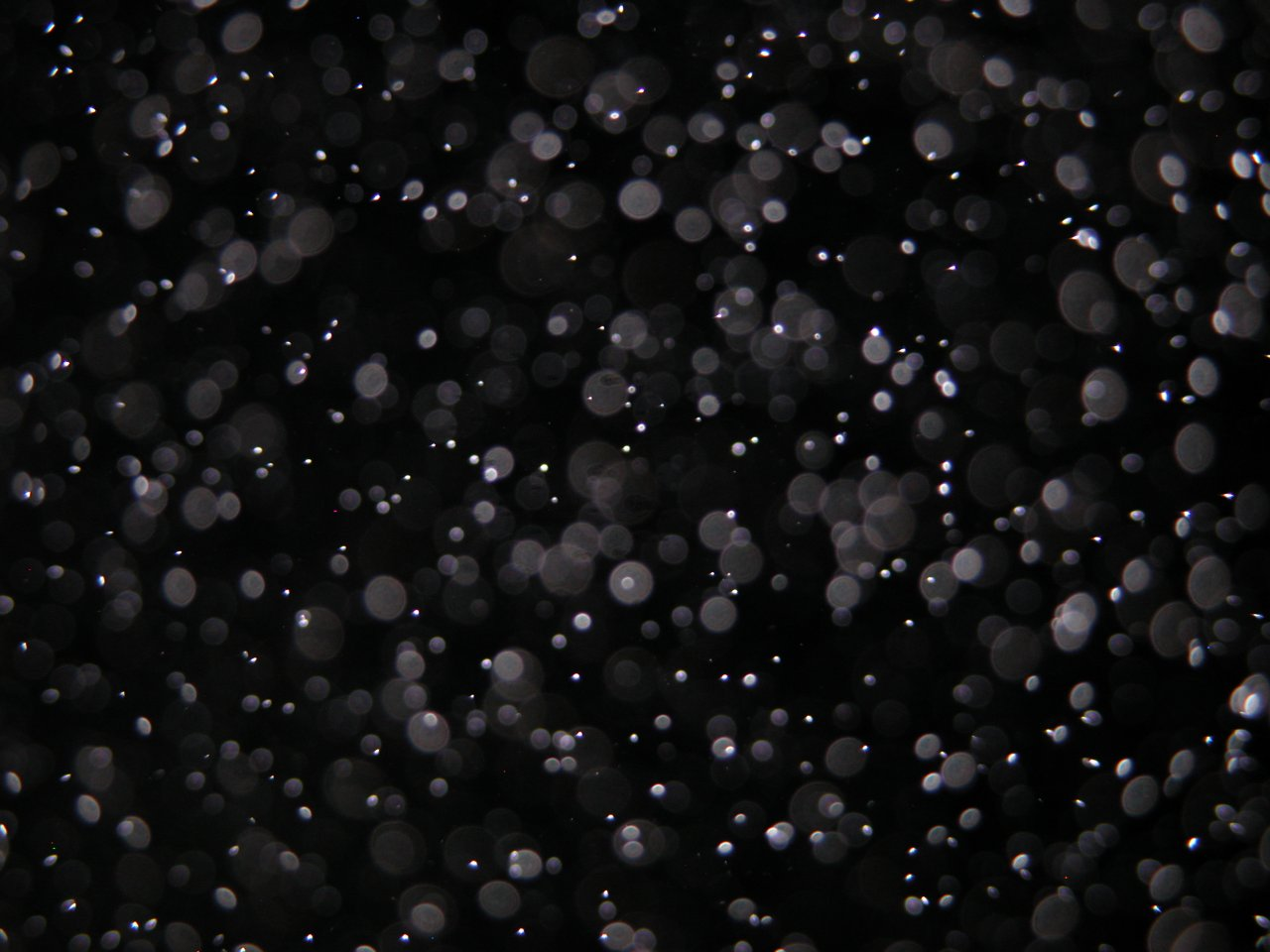
Hochgeschwindigkeitsaufnahme von Wasserpartikeln in Strahlungsnebel bei einer Lufttemperatur von −2 °C

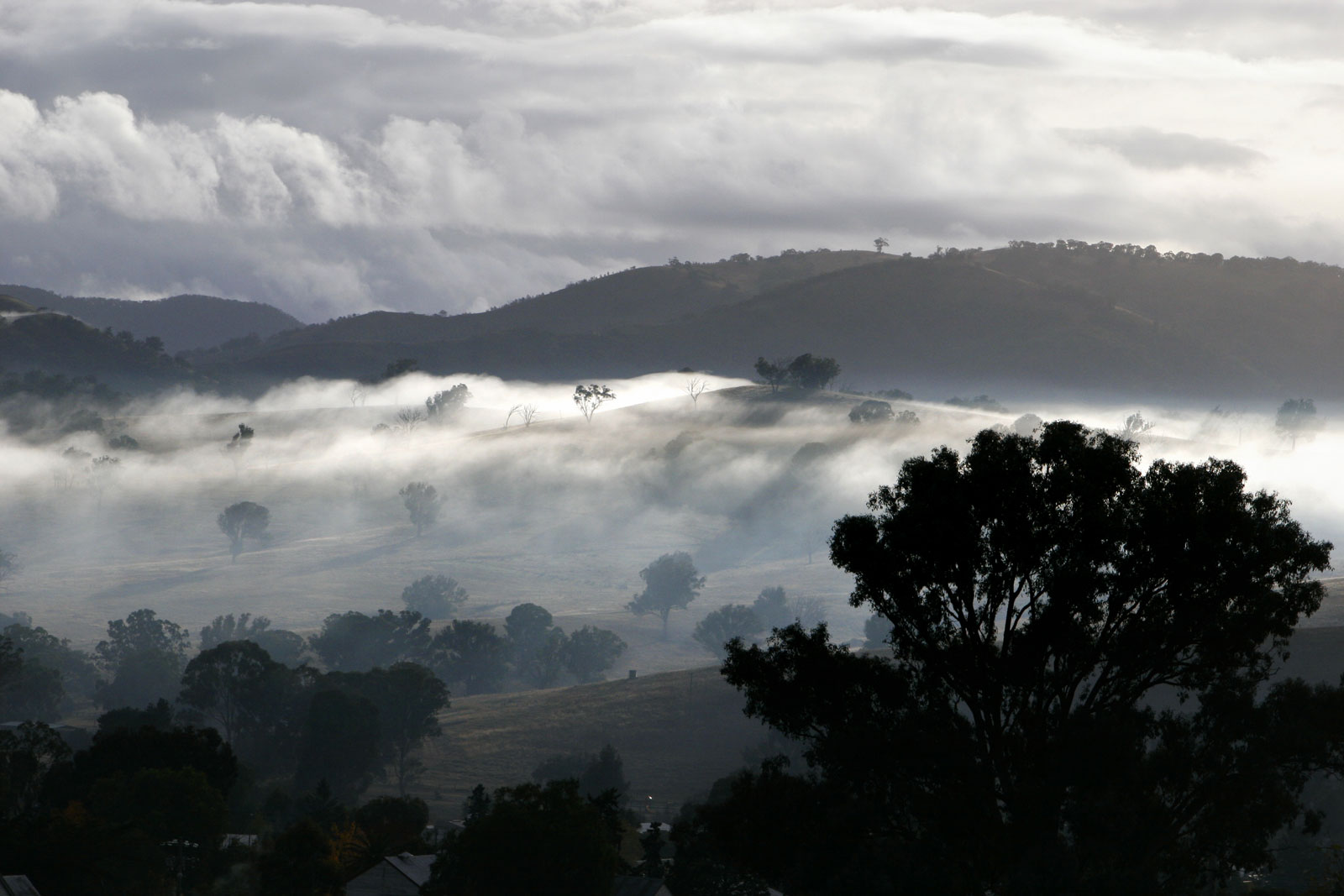
Neblige Morgenlandschaften

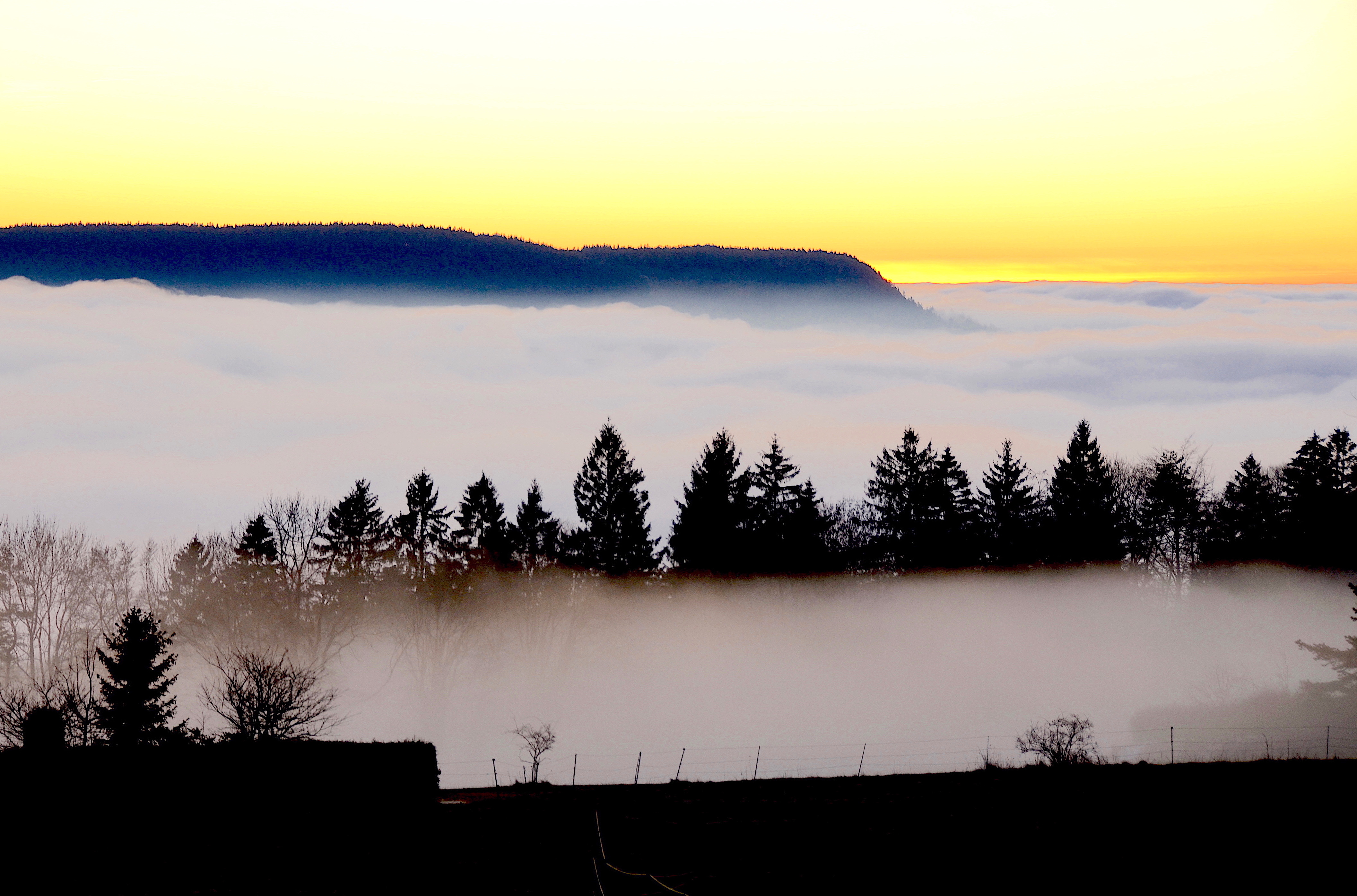
Talnebel im Winter auf der Schwäbischen Alb

Strahlungsnebel entstehen infolge der nächtlichen Ausstrahlung der Erdoberfläche und treten daher vor allem im Herbst und im Winter bei windschwachen Wetterlagen auf, wobei sie meistens mit einer Strahlungsinversion verbunden sind. Da sie auf einer Abkühlung der Luft bei gleichbleibender oder vernachlässigbar schwankender absoluter Luftfeuchtigkeit basieren, rechnet man sie auch zu den Abkühlungsnebeln.
Besonders in unbewölkten Nächten können sich die bodennahen Luftschichten stark abkühlen. Dadurch kondensiert der Wasserdampf in der Luft und es bildet sich ein schwacher, oft mehrschichtiger und kaum über eine Höhe von 100 Meter reichender Nebel, mit vergleichsweise geringer Tröpfchengröße. Am Vormittag löst sich dieser Nebel meistens rasch auf, da die hohe spezifische Oberfläche seiner Tropfen aufgrund des dann erhöhten Sättigungsdampfdrucks eine rasche Verdunstung ermöglicht. Nur im Winter ist die Einstrahlung der Sonne bisweilen nicht stark genug, um den Nebel aufzulösen. Das neblig-trübe Wetter bleibt dann in den Niederungen oftmals tagelang erhalten.
Strahlungsnebel sind sehr instabile Gebilde und lösen sich in der Regel so schnell auf, wie sie gekommen sind. Sie treten meistens als Früh- bzw. Morgennebel auf, ihre Anfänge können jedoch durchaus schon im späten Nachmittag des Vortages liegen. Ob ein Strahlungsnebel entsteht oder nicht, ist dabei oft eine Frage von wenigen Zehntel Grad Celsius. Häufigkeit, Dichte und Mächtigkeit dieser Nebelart unterliegt daher großen Schwankungen. Die Vorhersagbarkeit des Phänomens ist dadurch vergleichsweise gering, wenn Strahlungsnebel auch so häufig sind, dass sich ein Tagesrhythmus ausbilden kann. Das Auftreten eines Strahlungsnebels ist dabei ein Signal für tiefe Temperaturen, insbesondere zeigen sich bei Kaltlufteinschlüssen in Geländeniederungen, beispielsweise in Beckenlagen, typischerweise abgeschnittene Nebelteppiche mit scharfen Konturen, die man dann auch als Talnebel bzw. bei sehr starker Ausprägung als Nebelmeer (englisch: sea of clouds) bezeichnet, siehe dazu: Hochnebel.
Eine besondere Form bilden auch die Moornebel, also Nebel, die über Mooren auftreten und deshalb eine eigene Bezeichnung besitzen, weil die Nebelhäufigkeit hier besonders hoch ist. Ursache ist dabei die sehr rasche Auskühlung der Bodenoberfläche bedingt durch deren hohe Bodenfeuchte und die damit schlechten Wärmeleitungseigenschaften, nicht etwa eine durch das große Wasserangebot erhöhte Verdunstung. Ein Moornebel ist daher auch kein Verdunstungsnebel, denn die Luftfeuchtigkeit wird hier meistens vor der Nebelentstehung über Winde abgeführt. Die Nebelbildung selbst ist jedoch an Windstille geknüpft und erreicht selten Mächtigkeiten, die die Sichtweite eines Beobachters überschreiten. An diesem Beispiel zeigt sich, welche große Rolle der Bodenwärmehaushalt bei der Entstehung eines Strahlungsnebels spielt. Der gleiche Effekt ist in schwächerer Form auch bei Wiesen zu beobachten, weshalb man bei ihnen auch von Wiesennebel spricht.
Mit einer Albedo von bis zu 0,90 zeigt Nebel allgemein eine außerordentliche Fähigkeit zur Reflexion des einfallenden Sonnenlichts. Diese steht in der Regel in einem scharfen Kontrast zur Umgebung mit einer Albedo von typischerweise etwa 0,2 bis 0,3. Die Folge ist gerade bei Strahlungsnebeln eine Tendenz zur Selbsterhaltung, denn die niedrigen Temperaturen, die erst zu seiner Entstehung geführt haben, werden durch die nun rapide abfallende Globalstrahlung noch weiter gesenkt bzw. am Ansteigen gehindert. Auch ist die Ausstrahlung der Wassertröpfchen selbst besonders groß, was ein nächtliches Temperaturminimum an der Nebeloberseite zur Folge hat.
Bei einer stabilen Schichtung der Atmosphäre am Boden und einer Inversion in der Höhe, also einer Fumigation, sammeln sich an der Inversionsgrenze verstärkt Partikel unterschiedlichster Art an. Dieser in einiger Höhe befindliche Dunst kann mit seiner hohen Albedo nun nicht nur nebelerhaltend, sondern sogar nebelerzeugend wirken. Der Nebel, zunächst sogar streng genommen noch eine Wolke und bisweilen als Hochnebel bezeichnet, sinkt dabei allmählich aus der Höhe der Inversion zum Erdboden hin ab und hält hier oft tagelang an.

### Advektionsnebel

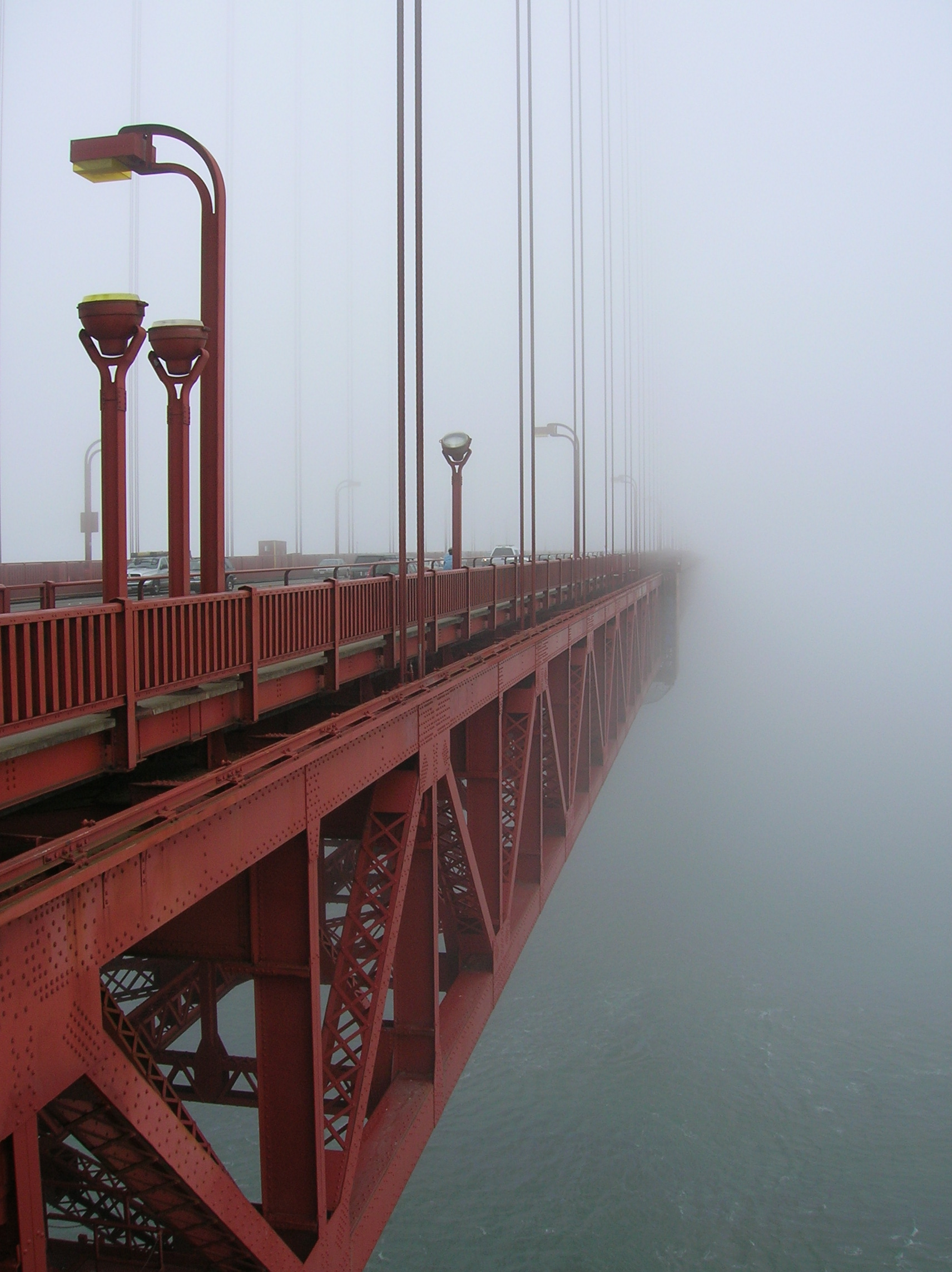
Typischer Meernebel im Auftriebsbereich des Kalifornienstroms (Golden Gate Bridge)

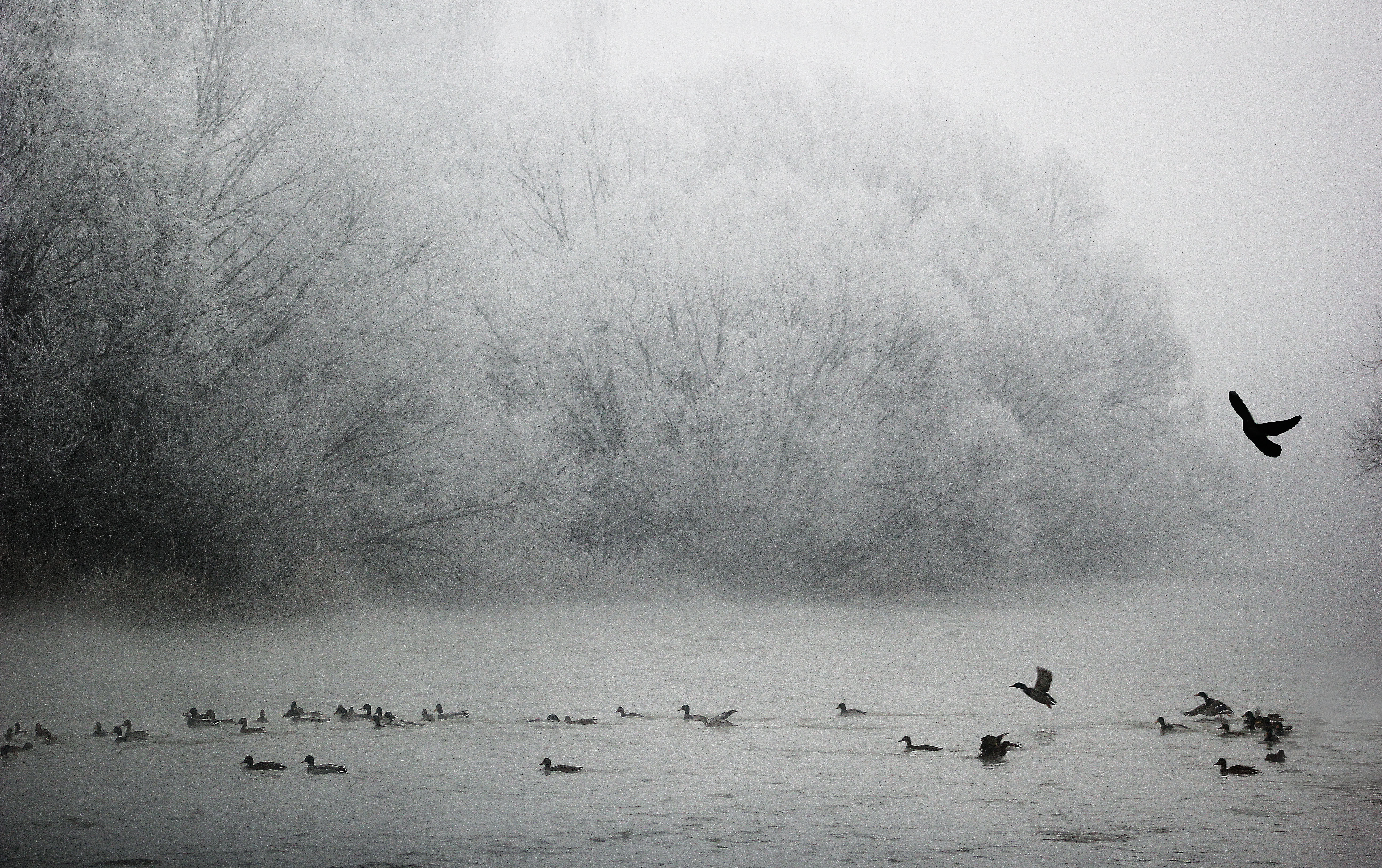
Advektionsnebel auf dem Ibar in Mitrovica, Kosovo

Ein Advektionsnebel oder Berührungsnebel ist eine weitere Form des Abkühlungsnebels, die in Mitteleuropa üblicherweise im Winter auftritt und auf einer Advektion (Heranführung) von Luftmassen beruht. Die Unterscheidung zum Mischungsnebel kann dabei unter Umständen schwierig sein, hier sollen jedoch alle Nebelformen, die maßgebend durch Advektions- und teilweise auch durch Mischungsprozesse geprägt sind, zu den Advektionsnebeln gezählt werden.
Advektionsnebel kommen dadurch zustande, dass feuchte Warmluft vom Süden in die kälteren Gebiete im Norden strömt und dabei eine bodennahe Kaltluftschicht aufwirbelt. Die Warmluft wird dabei abgekühlt, weshalb es in der Folge zur Kondensation und damit Tröpfchenbildung kommt. Wenn dann eine Hochdrucklage entsteht, kann dieser Nebel Tage bis Wochen überdauern, ohne von der Sonne aufgelöst werden zu können. Erst bei einem weiteren Luftaustausch verschwindet er wieder, denn es handelt sich nicht nur um die langanhaltendste Nebelform, auch Mächtigkeiten von mehreren hundert Metern sind keine Seltenheit.
Ein Sonderfall des Advektionsnebels ist der Küsten- oder Seenebel. Die Wasseroberflächen sind besonders im Frühling meistens deutlich kühler als die Landoberflächen. Kommt es dann zu einer Advektion der über dem Land befindlichen warmen Luftmassen, so kühlen sich diese über dem Wasser schnell ab. Die nach Erreichen des Taupunkts gebildeten Wassertropfen lagern dann als dünne Nebelschicht über der Wasserfläche, wobei man dann auch von einem Kaltwassernebel spricht. In Deutschland ist diese Nebelform vor allem im Spätfrühling an der Ostsee anzutreffen und durch Advektion warmer Luft aus dem südeuropäischen Raum bedingt. Besonders folgenreich ist diese Nebelform dann, wenn es am Tag durch eine Erwärmung im Landesinneren zu Seewind kommt. Der eigentlich über dem Wasser lagernde Nebel wird dann an die Küsten advehiert und kann mehrere Kilometer ins Landesinnere reichen. Ein solcher Küstennebeleinbruch ist von einem erheblichen Wechsel von Sicht- und Temperaturbedingungen geprägt und tritt zudem überaus plötzlich auf, kann also zu erheblichen Gefahren vor allem im Straßenverkehr führen. Zudem ist durch die vergleichsweise kleinen Tröpfchengrößen des Küstennebels eine erhebliche Helligkeitsreduktion zu erwarten. Die vor allem im Herbst anzutreffende Situation noch recht warmer Wassertemperaturen und vergleichsweise kalter Luft führt zum Warmwassernebel, bei dem im Regelfall Mischungsprozesse dominieren, weshalb er auch hier eher den Mischungsnebeln zugeordnet wird.
Ebenso können unterschiedlich temperierte Meeresströmungen zu einem Advektionsnebel führen, sofern die Luft von der warmen zur kalten Wasseroberfläche strömt. Diese als Meernebel bezeichnete Erscheinung zeigt sich zum Beispiel in Neufundland, also bei Kontakt des Labradorstroms mit dem Golfstrom. Der sehr bekannte Neufundlandnebel ist dabei einer der dauerhaftesten und dichtesten Nebel überhaupt. In den Aleuten tritt diese Nebelform durch den Kontakt der Meeresströmungen Oyashio und Kuroshio ebenfalls häufiger auf.
Auch in Auftriebsbereichen kommt es häufig zur Nebelbildung, zum Beispiel mit dem Kalifornienstrom, dem Humboldtstrom oder dem Benguela-Strom. Eine letzte Form bildet schließlich ein in Richtung von Inlandeismassen gerichteter Luftstrom, meistens vom Meer her. Hier kommt es ebenfalls zu einer Abkühlung der Luftmassen und es entsteht zum Beispiel der Grönlandnebel. In einer geringeren Ausprägung zeigt sich dieser Effekt auch bei weniger extremen Gegensätzen, zum Beispiel bei einer ungleichmäßig einsetzenden Schneeschmelze.

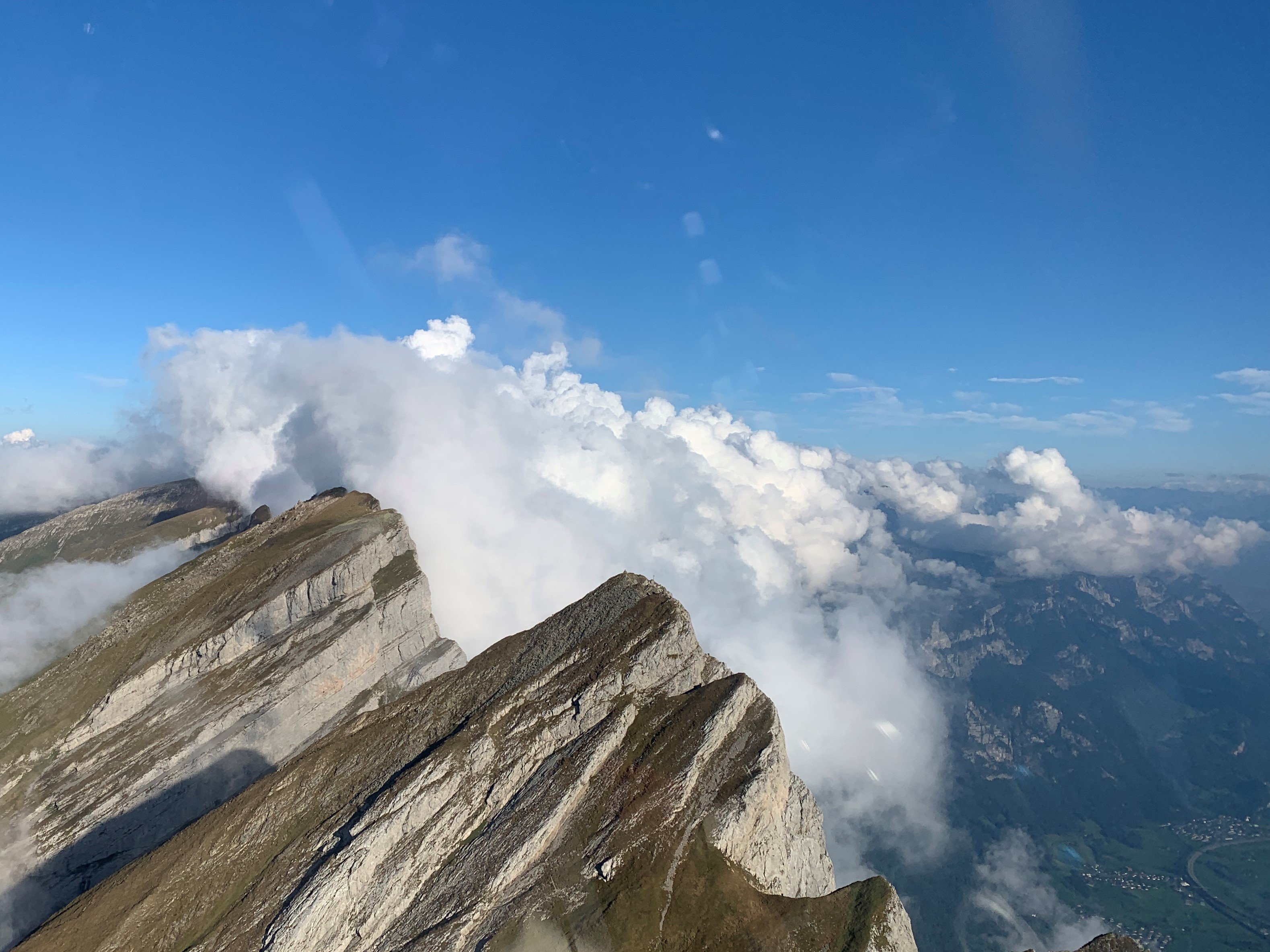
Orografischer Nebel an der Südseite der Churfirsten (Schweiz)

### Orografischer Nebel

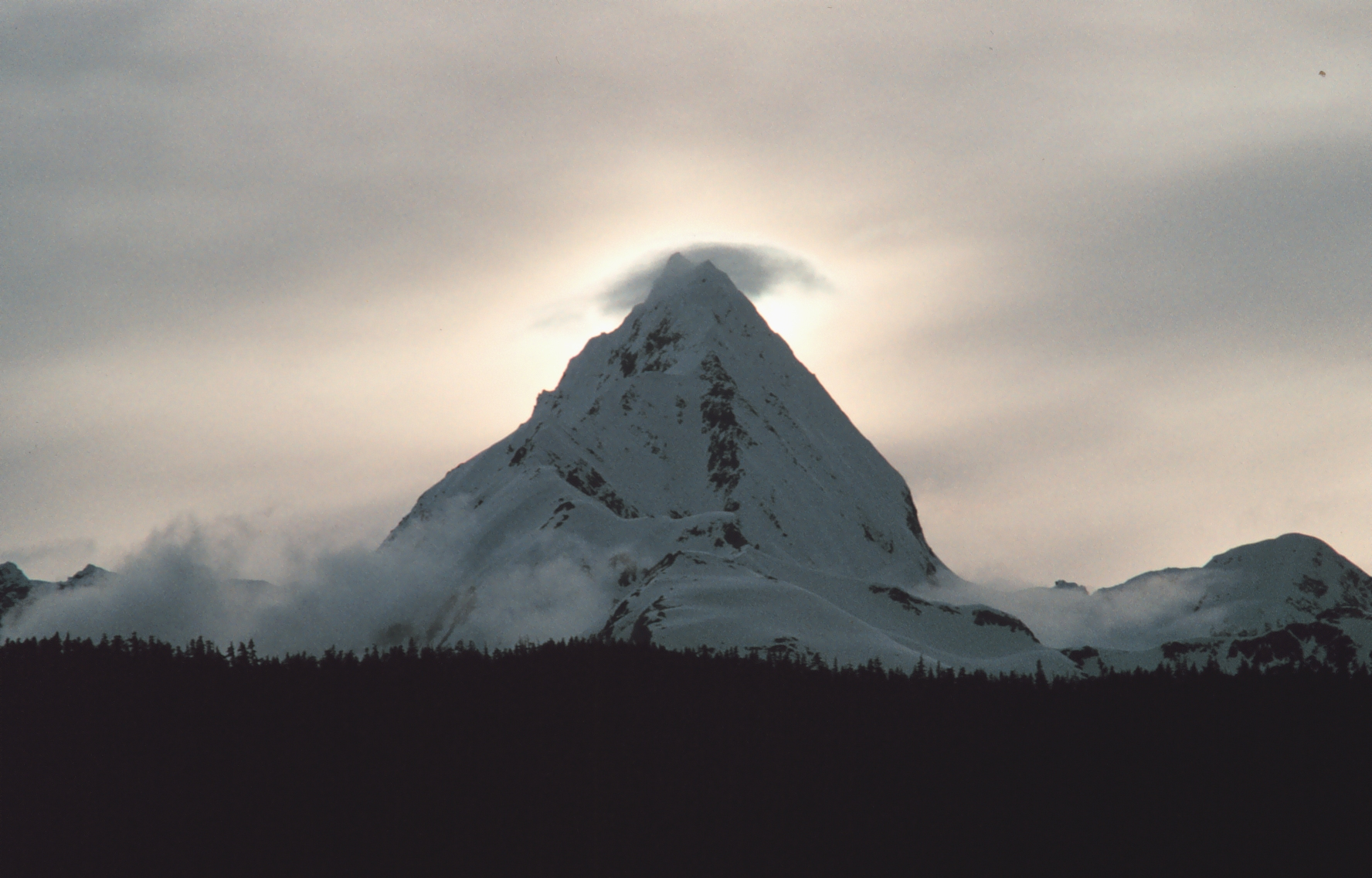
Reste eines orographischen Nebels

Ein Bergnebel oder in seiner meteorologisch exakten Bezeichnung orografischer Nebel bildet sich dann, wenn feuchte Luft unter adiabatischer Abkühlung an Hängen aufsteigt. Er wird daher auch zu den Abkühlungsnebeln gezählt, die Abkühlung erfolgt hier jedoch aufgrund der Erniedrigung des Luftdrucks und nicht über die Ausstrahlung oder Advektion. Zu dieser Nebelform kommt es nur dann, wenn das Kondensationsniveau unterhalb des Gipfels bzw. Grats liegt. Stabile orographische Nebel existieren überall dort, wo eine ebenso stabile Windströmung beständig Luftmassen an ein Gebirge führt, wobei man dann jedoch auch ebenso von einem Advektionsnebel sprechen kann. Dieses ist vor allem in Regionen mit Passateinfluss der Fall, also zum Beispiel in den südlichen Anden oder in Madagaskar. Sie treten auch in den Alpen und deutschen Mittelgebirgen auf, dann jedoch meistens nur bei einzelnen Wetterlagen über kurze Zeiträume.
Die Entstehung eines orografischen Nebels ist prinzipiell identisch mit einer durch Hebung entstandenen Wolke und man könnte daher auch von einem Hebungsnebel sprechen. Hebungsprozesse treten dabei zwar nicht nur an orografischen Hindernissen auf, nur dort aber steigt die Erdoberfläche mit an und ermöglicht damit eine durchweg oberflächengebundene Kondensation. Trotzdem ist diese Definition allgemeiner und in besonderen Fällen kann auch eine anderweitige Nebelentstehung vorkommen. Dieses ist zum Beispiel bei kleinskaligen Konvektionen der Fall, wie sie bei Mischungsnebeln eine Rolle spielen. Auch Hebungsprozesse beim Durchzug einer Warmfront können kurzfristige Nebelereignisse bedingen.

### Verdunstungsnebel

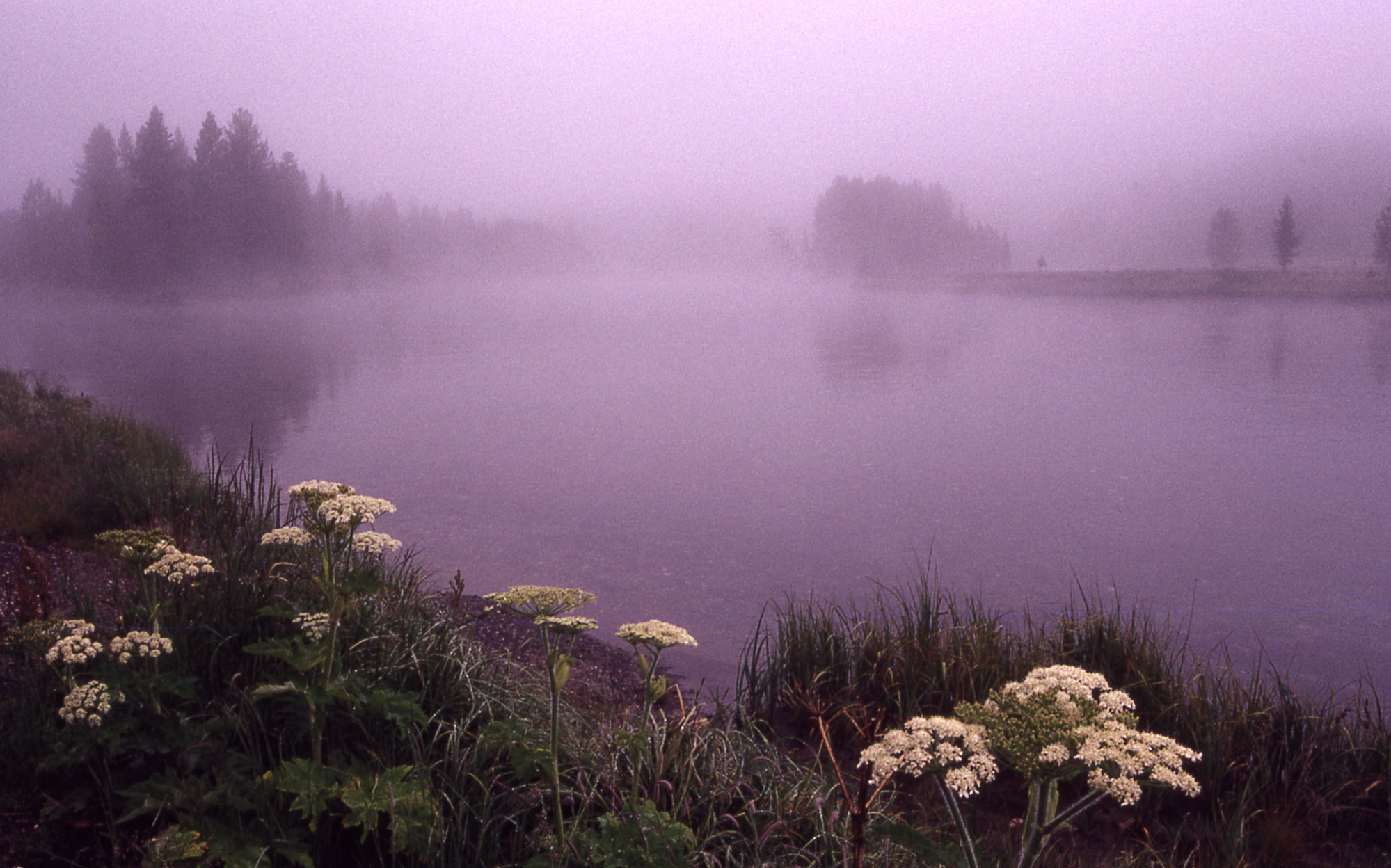
Dampfnebel im Yellowstone-Nationalpark

Im Gegensatz zu den bisherigen Nebelformen, die allesamt mit einer Abkühlung verbunden waren, handelt es sich bei dem Verdunstungsnebel um eine Nebelart, die durch die Erhöhung der absoluten Luftfeuchtigkeit und damit des Taupunkts hervorgerufen wird. Dieses wird durch eine verstärkte Verdunstung erreicht, während die Temperatur des Luftpakets konstant bleibt bzw. sich nur unmaßgeblich ändert.
In der Natur tritt dieses vor allem bei herbstlich warmen Seen auf, wobei man dann von einem Dampfnebel spricht (auch Fluss- oder auf dem Meer Seenebel, beziehungsweise Seerauch oder Meerrauch). Auch wenn feuchte Luft gemäßigter Temperaturen über eine Schneedecke oder einen gefrorenen Boden streicht und durch deren Erwärmung die Verdunstungsrate steigert, kann eine solche Nebelart entstehen. Diese spezielle Form bezeichnet man als Tauwetternebel.
Eine Sonderform bilden die Frontnebel, die sich vorwiegend als schmale Nebelstreifen vor einer Warmfront oder nach einer Kaltfront bilden, seltener auch direkt beim Frontdurchzug. Die ersten beiden Typen werden durch Regen hervorgerufen, der in kältere Luftmassen fällt und dabei teilweise verdunstet. Der Nebel beim Frontdurchzug selbst ist jedoch eher durch Mischungs- oder Abkühlungsprozesse gekennzeichnet, stellt also meistens keinen Verdunstungsnebel dar.

### Mischungsnebel

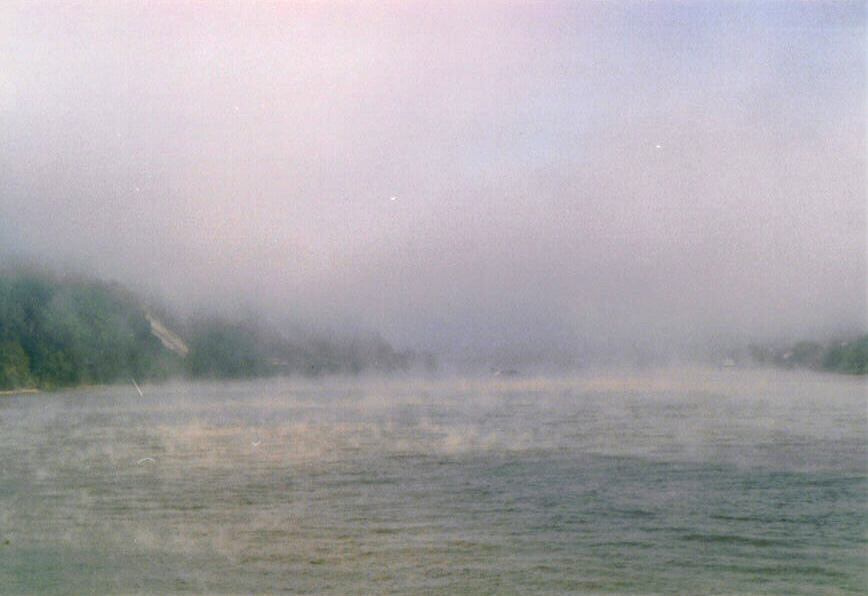
„Rauchendes“ Rheinwasser an einem Septembermorgen

Mischungsprozesse spielen bei vielen Nebelarten eine Rolle und sind daher in der hier gewählten Einteilung nicht klar abgrenzbar. Die Mischung von zwei Luftmengen wird mit dem Mollier-h-x-Diagramm berechnet. Weil die Nebelgrenze eine Kurve ist, kann sich auch aus der Mischung von zwei nicht gesättigten Luftmengen Nebel bilden. Das Grundprinzip ist dabei immer das gleiche: Luftmengen mit unterschiedlichem Feuchtgehalt und/oder unterschiedlicher Temperatur durchmischen sich und gleichen ihre Temperaturen dadurch an, was unter bestimmten Umständen eine Unterschreitung des Taupunkts zur Folge haben kann. Zu einer solchen Unterschreitung kommt es jedoch im Regelfall durch eine Kombination des Mischungseffekts mit anderen Prozessen, nicht durch die Mischung allein. Da die Mischung selbst weder mit einer Ausstrahlung, adiabatischen Abkühlung oder zusätzlicher Verdunstung verbunden ist, muss sie dennoch als eigener Aspekt berücksichtigt werden. Wesentlich ist dabei, dass sich die Luft allgemein nur recht langsam durchmischt und einen schlechten Wärmeleiter darstellt. Dieses ist auch der Grund, warum Mischungsprozesse in der Regel mit Advektion oder Konvektion von Luftmassen verbunden sind und hier fast immer eine Rolle spielen.
Ein Mischungsnebel im engeren Sinne tritt vor allem in herbstlich kühlen Nächten über noch im Vergleich zur Umgebung wärmeren Gewässern auf, die dann zu „dampfen“ scheinen. Seine typisch wirbelartigen Formen entstehen durch einen mehrstufigen Prozess.
Zunächst dringt kältere Luft von außerhalb auf das Gewässer vor und erwärmt sich über diesem. Dieses hat eine Senkung der relativen Luftfeuchtigkeit zur Folge, da warme Luft mehr Wasserdampf aufnehmen kann als kalte Luft. Dadurch kommt es jedoch auch über die Verdunstung wieder zu einem Anstieg oder zumindest einer Stabilisierung der relativen Luftfeuchte. Die inzwischen hohen Temperaturen der Luft nahe der Wasseroberfläche stehen im Kontrast zur weiter oben gelegenen und nicht von der Wasserfläche erwärmten Umgebungsluft, es herrscht also eine labile Atmosphärenschichtung.
Aufgrund der hierdurch einsetzenden Konvektion beginnt die Luft zu steigen. In der Folge kommt es zu einer Durchmischung der beiden Luftschichten, wobei sich deren Temperaturen angleichen und die ursprünglich oberflächennahe Luft abkühlt. Die relative Luftfeuchtigkeit steigt nun rasant an und es kommt dann auch recht schnell zur Kondensation. Da die entstehenden Wassertröpfchen in den Luftturbulenzen starken Bewegungen unterliegen, entsteht für den Beobachter der Effekt des See- oder Meerrauchens. Die erwärmte Luftschicht ist dabei meistens sehr dünn und der Effekte daher auch nur bis in einige Meter Höhe beobachtbar. Sehr großflächig zeigt sich dieses bei warmen Meeresströmungen, die bis in kältere Gebiete reichen, zum Beispiel beim Golfstrom an der Küste Skandinaviens.
Der gleiche Effekt zeigt sich auch in anderen Zusammenhängen, meistens bei einer starken Sonneneinstrahlung und der damit verbundenen hohen Verdunstungsrate im Anschluss an einen Regenschauer. Hier können Hausdächer, Straßen und auch die Erdoberfläche Dampfschwaden bilden. Ein verwandter Effekt ist der lake effect snow.

### Eisnebel

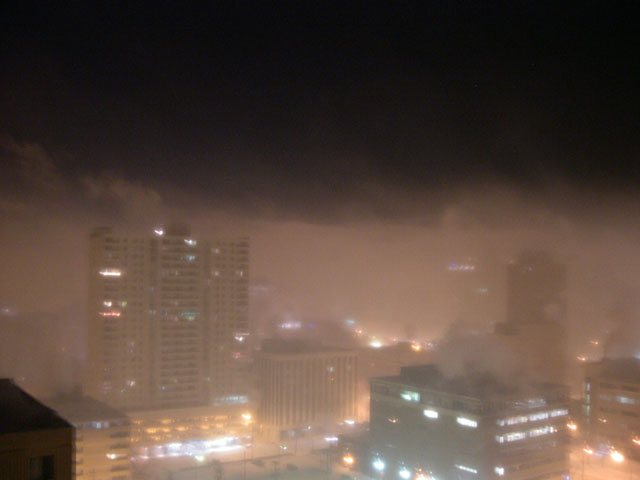
Eisnebel in Winnipeg bei −40 °C.

Beim Eisnebel schweben im Gegensatz zu normalem Nebel keine Wassertröpfchen, sondern kleine Eiskristalle in der Luft. Ein Eisnebel entsteht, wenn der Wasserdampf in sehr kalter Luft von in der Regel unter −20 °C direkt zu Eiskristallen resublimiert, das heißt ohne den Umweg über die Kondensation zu flüssigem Wasser. Je kälter es dabei ist, desto häufiger tritt Eisnebel auf, bei Temperaturen unter −45 °C und dem Vorhandensein einer Wasserdampfquelle dann fast zwingend.
In der Natur treten Eisnebelfelder überall da auf, wo seine Entstehungsbedingungen zusammentreffen, also niedrige Temperaturen einerseits und ein Wasserangebot andererseits. Da die Wassermengen hierzu aufgrund der extrem geringen Sättigungsmenge nicht sonderlich groß sein müssen, kommen neben offenen Wasserflächen auch anthropogene Emissionen, vulkanische Aktivitäten oder sogar Tierherden in Frage. Im größeren Maßstab sind Eisnebel vor allem über dem Polarmeer zu beobachten, sie zeigen sich jedoch auch in den Fjorden Norwegens und in Alaska recht häufig.
Eisnebel stellen einen Sonderfall dar, denn sie sind wie dargelegt nicht an Kondensationsprozesse geknüpft. Sie werden daher entweder als besondere Form dem Nebel zugerechnet oder als eigene Form vom Nebel abgegrenzt. Je nachdem welche Definition genutzt wird, ist es daher möglich, das Vorhandensein von Kondensationsprozessen in die Definition des Nebelbegriffs mit einzuschließen oder nicht. Eisnebel kann dabei recht eindeutig von normalem Nebel unterschieden werden, da nur bei ihm Haloerscheinungen auftreten und auch die Reduktion der Sichtweite normalerweise nicht zu einer Verdeckung der Sonne führt.

### Turbulenznebel
Normalerweise wirken kräftige Turbulenzen nebelauflösend. Sie können jedoch auch Nebel produzieren. Das ist dann der Fall, wenn die Turbulenzen die feuchte Luft aus tiefen Wolken bis auf den Erdboden transportieren. Wenn die Temperaturzunahme nach unten hin nicht zu groß ist, kann aus den Wolken Turbulenznebel werden.

### Saurer Nebel
Weil sich die Luftschadstoffe in der im Vergleich zum sauren Regen viel kleineren Wassermenge stärker konzentrieren, ist der pH-Wert im Nebel viel niedriger. Beim Niederschlag auf Pflanzen und Gegenständen wirken sich die im Nebel enthaltenen Säuren daher viel stärker aus. Bei leichtem Nebel wurde ein pH-Wert von 2 gemessen (etwa wie Essig).

## Beobachtung

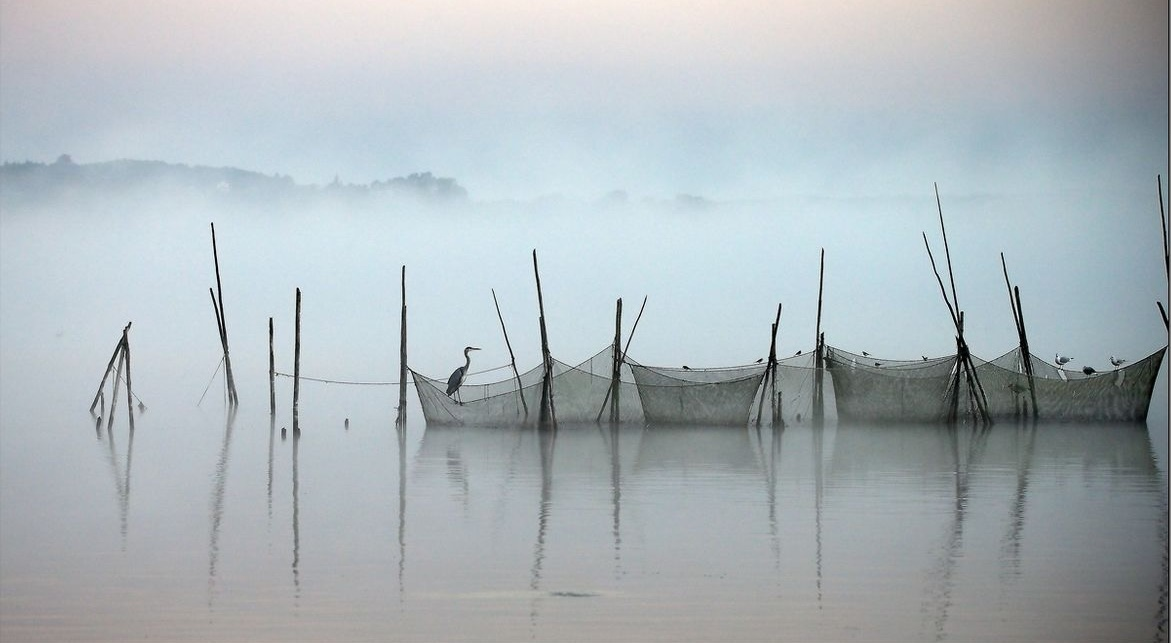
Malchiner See

Die Beobachtung von Nebel kann sich auf eine Vielzahl von Parametern beziehen und auch durch eine Vielzahl von Methoden erfolgen, zielt aber im Wesentlichen auf die folgenden Größen ab: Nebelhäufigkeit, Zeitpunkt und Dauer des Auftretens, Nebeldichte sowie vertikale und horizontale Erstreckung des Nebels. Diese Größen können lokal für eine Messstation oder regional auf Basis mehrerer Einzelmessungen bestimmt werden.
Als Maß für die Nebeldichte und damit das wichtigste Kriterium eines Nebels, über das sich bei fortwährender Beobachtung auch Nebelhäufigkeit und Dauer ergeben, dient im Regelfall die Sichtbeeinträchtigung eines Beobachters mit Blickrichtung zum Azimut. Gerade bei regelmäßigen Messungen von Flug- und Seehäfen bedient man sich jedoch automatisierter bzw. elektronischer Messverfahren, zum Beispiel Transmissiometer, ASOS (automated surface observing system) und Fernerkundungsdaten. Letztere können auch die Ausdehnung des Nebels erfassen und beinhalten Satelliten-, Radar- und Lidarmessungen. Insbesondere Satellitendaten gewinnen dabei mit zunehmender Verbesserung der Auflösung immer mehr an Bedeutung. Sie sind jedoch auch nicht unproblematisch, da im Infrarotbereich ein Minimum an Temperaturunterschieden notwendig ist und der Nebel im sichtbaren Bereich durch Wolken verdeckt werden kann.
In der Synoptik nutzt man die folgenden durch die World Meteorological Organization definierten Symbole zur Codierung eines nebligen Wetterzustands innerhalb einer Wetterkarte. Der zugeordnete Zahlenschlüssel unterhalb des Symbols gilt sowohl für den SYNOP-Code als auch für den METAR.
Alle Symbole siehe: Wetterkarte#Genauere Wetterkarten und Wetterkartensymbole
| Symbol | SYNOP | Beschreibung |
| ------ | ----- | --- |
|        | 40    | Nebel in einiger Entfernung, hat den Beobachter aber in der letzten Stunde nicht erreicht. Die Höhenlage des Nebels liegt über der des Beobachters. |
|        | 47    | Himmel von Nebel oder Eisnebel verdeckt, wobei dieser in der letzten Stunde dichter wurde.                                                          |
|        | 45    | Himmel von Nebel oder Eisnebel verdeckt, wobei sich in der letzten Stunde keine Änderungen zeigten.                                                 |
|        | 43    | Himmel von Nebel oder Eisnebel verdeckt, wobei dieser in der letzten Stunde dünner wurde.                                                           |
|        | 46    | Himmel trotz Nebel oder Eisnebel sichtbar, wobei dieser in der letzten Stunde dichter wurde.                                                        |
|        | 44    | Himmel trotz Nebel oder Eisnebel sichtbar, wobei sich in der letzten Stunde keine Änderungen zeigten.                                               |
|        | 42    | Himmel trotz Nebel oder Eisnebel sichtbar, wobei dieser in der letzten Stunde dünner wurde.                                                         |
|        | 28    | Nebel hat sich vor einer Stunde aufgelöst. |
|        | 12    | Zusammenhängende Nebelschicht mit weniger als zwei Metern Höhenausdehnung an der Wetterstation.                                                     |
|        | 11    | Nebel mit weniger als zwei Metern Höhenausdehnung in einzelnen Schwaden oder Bänken an der Wetterstation.                                           |
|        | 41    | Nebel oder Eisnebel in Schwaden, daher stark schwankende Sichtweiten.                                                                               |
|        | 48    | Nebel oder Eisnebel mit Raufrost- oder Klareisbildung bei sichtbarem Himmel.                                                                        |
|        | 49    | Nebel oder Eisnebel mit Raufrost- oder Klareisbildung bei bedecktem Himmel.                                                                         |

## Bedeutung und Anwendungen

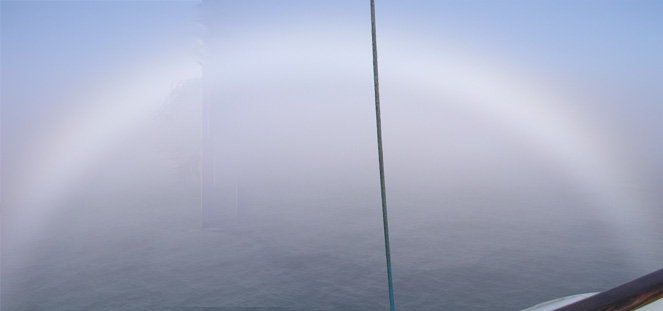
Nebelbogen

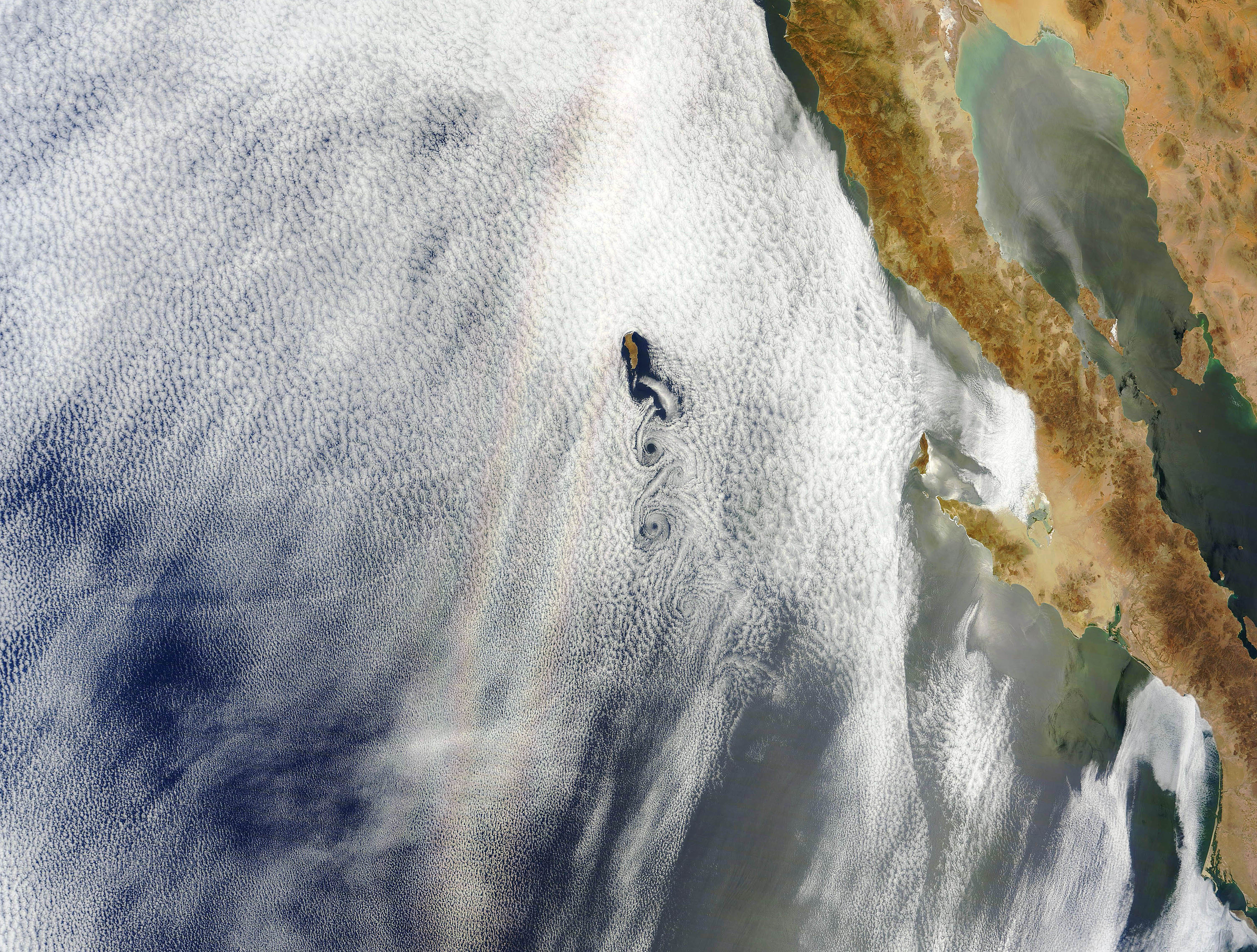
Glorienbildung vom Weltall aus gesehen

### Meteorologie
In der Meteorologie hat der Nebel recht unterschiedliche Bedeutungen. Je nach Entstehung kann er als Anzeichen einer bestimmten Wetterlage interpretiert werden und ist damit ein wichtiges Hilfsmittel der Wetterbeobachtung. Durch seine hohe Albedo hat er jedoch auch einen lokalen Einfluss auf die Strahlungsbilanz, was zum Beispiel im Zusammenhang mit Frost wichtig ist.
Eine eher ästhetische Bedeutung besitzt der Nebelbogen, eine Sonderform des Regenbogens bei kleinen Tröpfchengrößen.

### Nebeldepositionen
Nebel selbst ist kein Niederschlag. Es gibt jedoch verschiedene Niederschlagsarten, die direkt an Nebel gekoppelt sind.
Man unterscheidet die Nebeltraufe als flüssigen Niederschlag von den festen Niederschlägen in Form von Raufrost oder Klareis. Sie alle gehören zur Gruppe der abgefangenen Niederschläge, die mengenmäßig nur unzureichend gemessen werden können. Dies bedeutet unter bestimmten Umständen ein erhebliches Problem bei der Erstellung einer detaillierten Wasserbilanz.
Die hohe Luftfeuchtigkeit bei Nebel führt auch zur verstärkten Bildung abgesetzter Niederschläge wie Tau oder Reif.
In jüngerer Zeit wurden Techniken entwickelt, die es ermöglichen, aus Nebel Wasser zu gewinnen. Dazu werden Netze oder Folien großflächig aufgespannt, an denen sich Nebel anlagert und das Gewebe hinunter rinnt. Der Ertrag an Wasser je aufgespannter Flächeneinheit ist erstaunlich hoch. In Südamerika gibt es Küstenstädte, die aufgrund der Erschließung dieser Ressource durch Anlagen auf naheliegenden Gebirgszügen zu einer wortwörtlichen Blüte gelangt sind. Die natürlichen Niederschläge sind in diesen Regionen eher karg. Mit zum Erfolg beigetragen hat nicht zuletzt der ständige Wind vonseiten des Meeres, der permanent neue Luftfeuchtigkeit nachliefert.

### Nebelwälder und Nebelwüsten

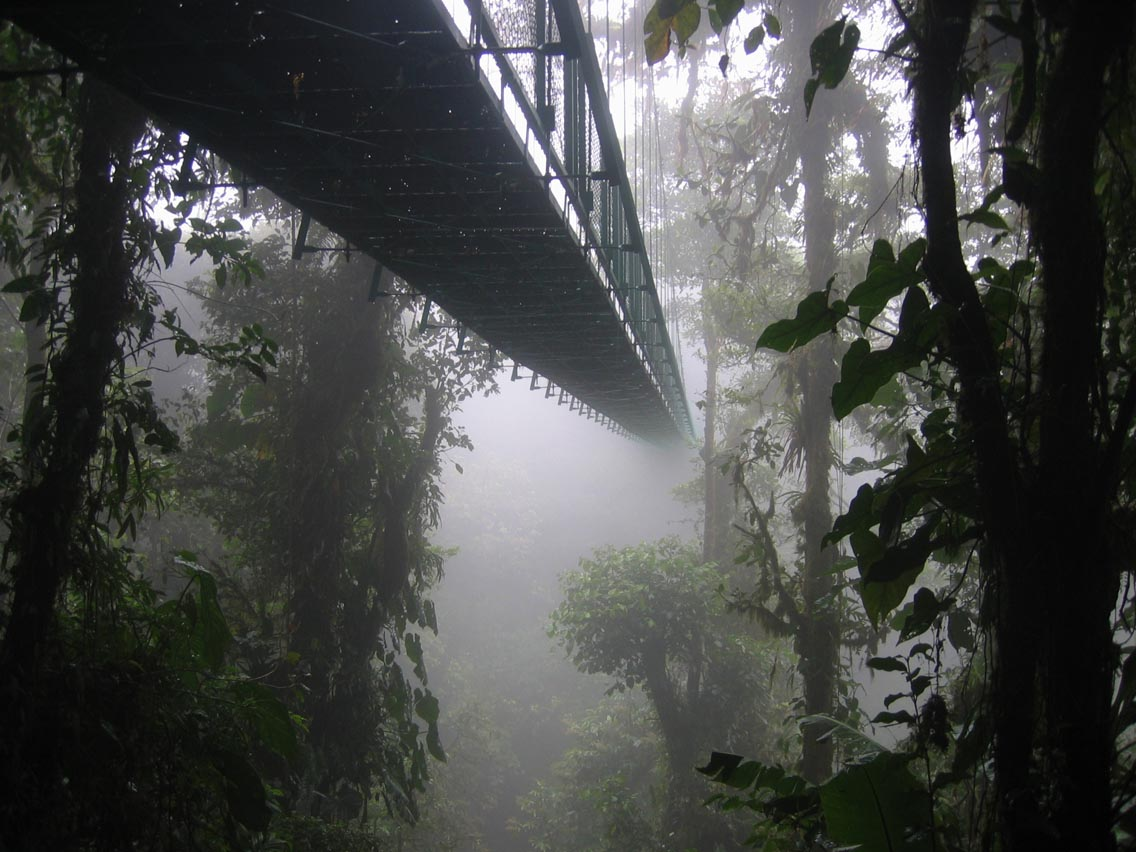
Nebelwald in Costa Rica

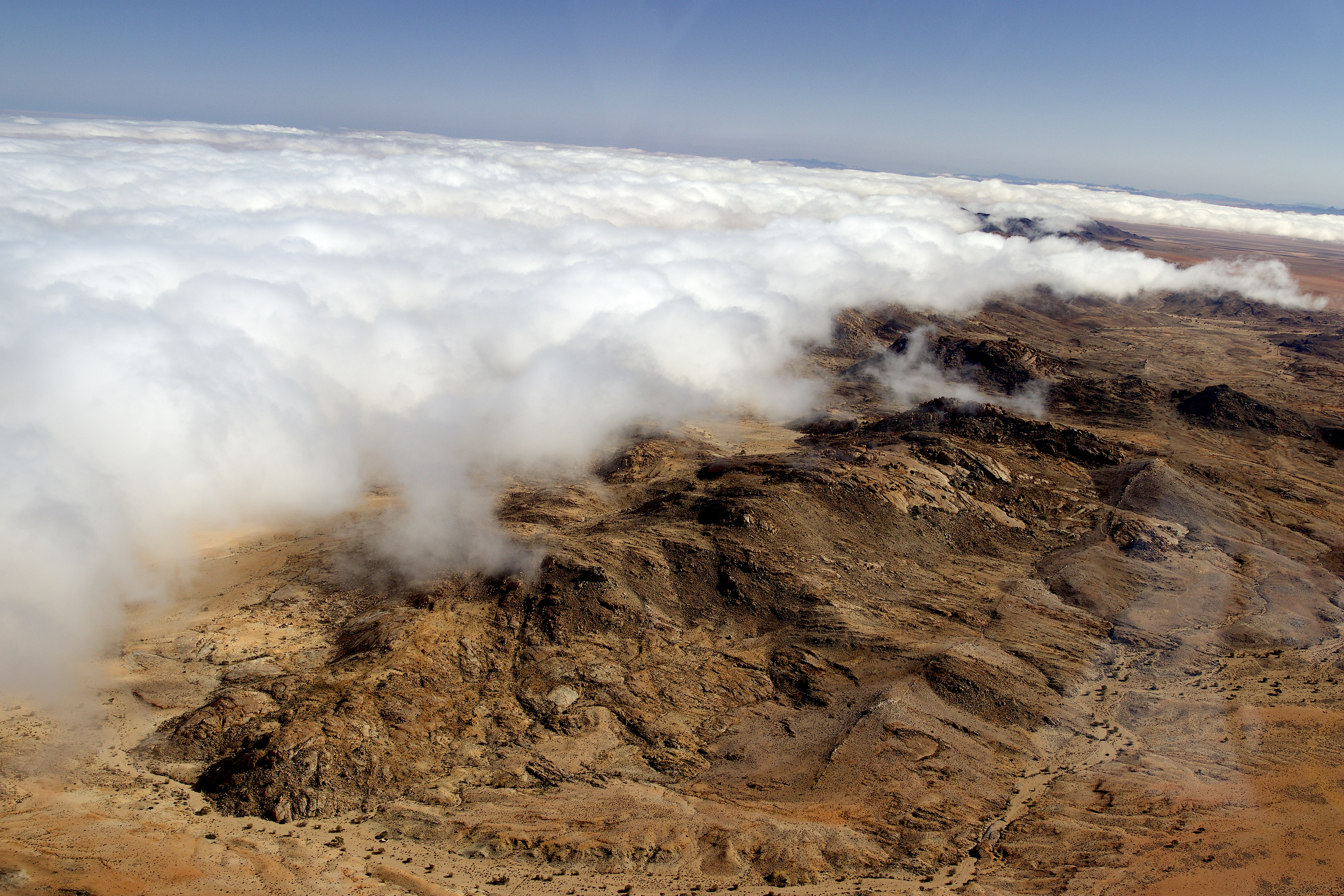
Nebelbank in der Wüste Namib bei Aus (2018)

Nebelwälder sind Wälder, in denen es auf Grund ihrer Lage häufig zu Nebel kommt. Das kann beispielsweise an den Hängen großer Gebirge in Höhen über 2000 m in Südamerika sein, wo es viele Epiphyten gibt, die so unabhängig von der Regenzeit ganzjährig an Wasser kommen. Dazu gehören viele Moose, Farne und höhere Pflanzen wie beispielsweise Orchideen. Ebenfalls finden sich hier einige endemische Tierarten, wie der Quetzal, Guatemalas Nationalvogel.
Weitere stark vom Nebel beeinflusste Gebiete bilden die Nebelwüsten, dabei insbesondere die Namib. Diese Wüste gehört mit einer durchschnittlichen Niederschlagsmenge von 20 mm im Jahr zu den trockensten Orten überhaupt. Allerdings gibt es an bis zu 200 Tagen im Jahr Morgennebel bis zu 100 km landeinwärts und so finden sich hier Pflanzen und Tiere, die den Nebel als Wasserquelle nutzen können. Am bekanntesten sind Schwarzkäfer, die auf hohen Dünenkämmen einen Kopfstand machen und so Kondenswasser aufsammeln. Auch die Welwitschie profitiert durch ihr über eine riesige Fläche ausgebreitetes Wurzelwerk vom Tau. Die Atacama in Südamerika ist ebenfalls eine Nebelwüste und auch hier gibt es pflanzliche Spezialisten wie einige Blumennesselgewächse, an deren dichtem Haarkleid Nebel aus der Luft kondensiert und an der Pflanze herunter zu den Wurzeln rinnt.

### Fortbewegung im Nebel

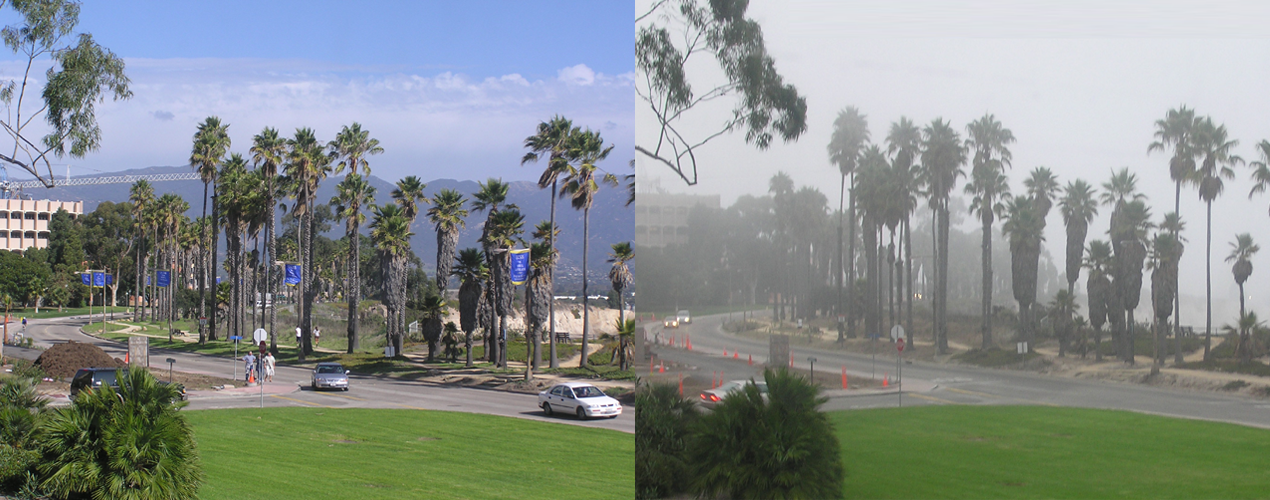
Nebel reduziert die Sichtweite – hier der Vergleich zwischen der Sichtweiten an einem sonnigen Tag (links) und an einem nebligen Tag (rechts) in Santa Barbara, Kalifornien, USA.

#### Zu Fuß
Zu beachten ist zunächst die allgemeine Orientierungslosigkeit, die ein sehr dichter Nebel zur Folge hat. Diese Gefahr besteht allgemein für jede Art der Fortbewegung im Nebel, ganz besonders aber für Wanderer und Bergsteiger im freien Gelände. Bei diesen besteht zwar aufgrund der geringen Geschwindigkeit keine direkte Gefahr durch übersehene Hindernisse und Kollisionen, wie es etwa bei der Nutzung von Fortbewegungsmitteln der Fall ist, die im Verbund mit dem Nebel oft sehr niedrigen Temperaturen lassen jedoch vor allem im Winter einen unter anderen Umständen harmlosen Orientierungsverlust schnell zu einer lebensbedrohlichen Situation werden. Gerade in dünnbesiedelten Regionen und insbesondere Gebirgen, Mooren und Marschen empfiehlt es sich daher, bei Nebel an Ort und Stelle zu verbleiben. Eine besondere Gefahr bedeutet Nebel im Watt. Hier kann der orientierungslose Wattwanderer schnell ein Opfer der aufsteigenden Flut werden. Daher sollte nur bei stabilen nebelfreien Wetterlagen und mit einem erfahrenen Führer eine Wattwanderung unternommen werden.

#### Straßenverkehr

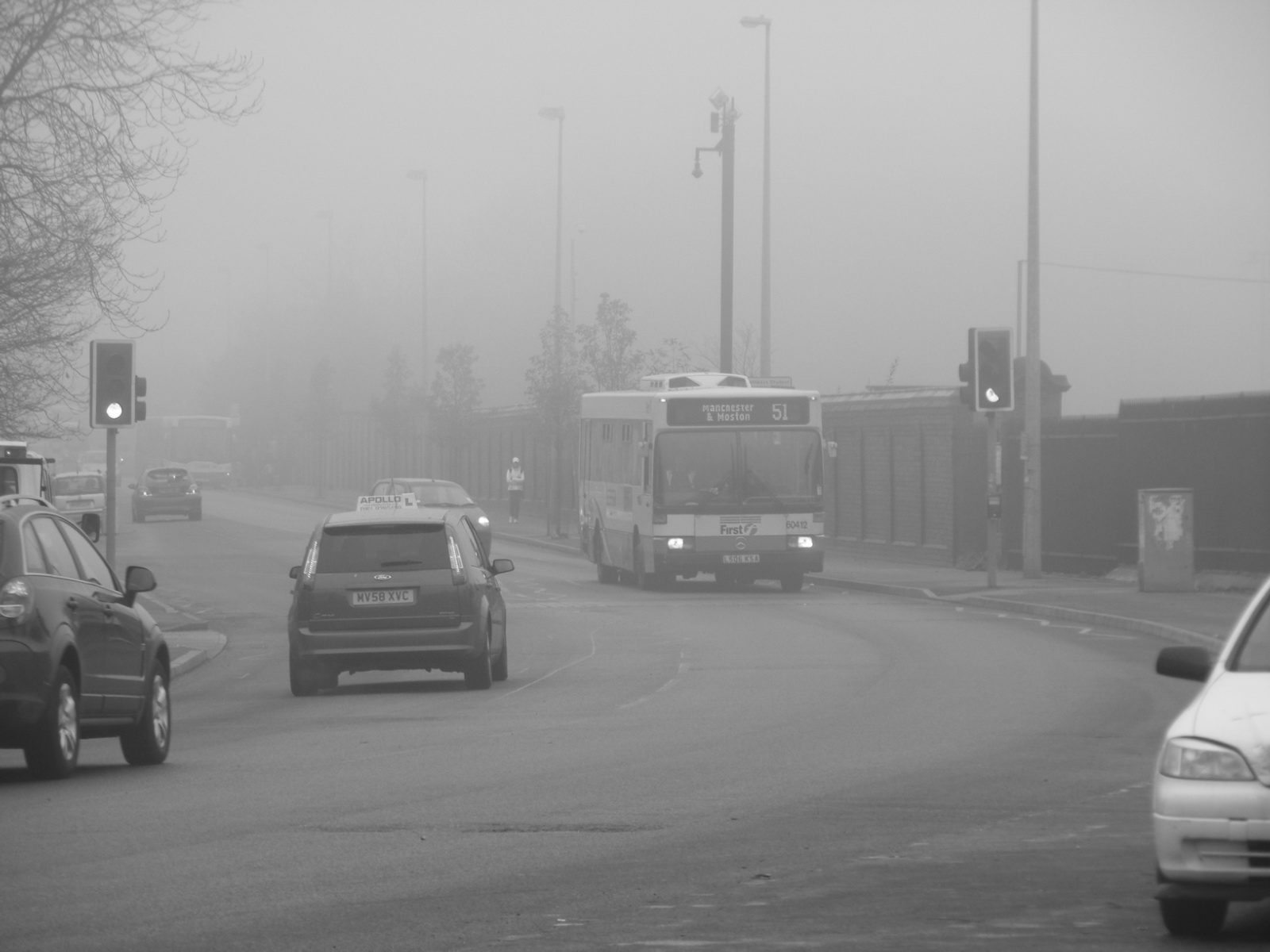
Verringerung von Kontrast, Helligkeit und Sichtweite durch Nebel

In der Verkehrsmeteorologie spielt der Nebel durch die Einschränkung der Sichtweite und die damit verbundene Wirkung vor allem auf den Straßenverkehr eine Rolle. Besonders plötzlich auftretende Nebelbänke sind eine häufige Ursache von Autounfällen und Massenkarambolagen, weshalb bei dichtem Nebel die Verwendung von Nebelschlussleuchten ratsam ist. Bei Sichtweiten über 50 m ist deren Einsatz jedoch verboten, weil sie blendend auf den nachfolgenden Verkehr wirken. Sichtweiten von 150 m und weniger bedeuten eine Beschränkung der Geschwindigkeiten auf Autobahnen. Ab 100 m muss auch auf Landstraßen langsamer gefahren werden. Bei unter 50 m Sicht ist der Verkehr generell stark beeinträchtigt. Die empfohlenen Höchstgeschwindigkeiten betragen nach Faustregel in den drei Fällen 100, 80 und 50 km/h. Sinkt die Sichtweite weiter, ist das Tempo anzupassen oder im Extremfall der Betrieb des Fahrzeugs ganz einzustellen.
Nebel beeinflusst weiterhin die Geschwindigkeitswahrnehmung des Fahrers, so dass dieser den Eindruck hat, er fahre langsamer, als es tatsächlich der Fall ist. Bei unzureichender Nutzung des Tachometers ist eine zu hohe Geschwindigkeit in Relation zur Sichtweite die Folge. Auch die nebelbedingte Feuchte der Fahrbahn kann zu gefährlichen Situationen führen, da die Bremsverzögerung herabgesetzt wird. Bei schwerwiegenden Unfällen traten meistens alle Faktoren zusammen auf, oft auch mit nebelunabhängigen Beeinträchtigungen wie Übermüdung, Zeitdruck oder Alkoholeinfluss, wodurch sich das Unfallrisiko entsprechend erhöht. Aus diesem Grunde ist vor allem eine starke Reduktion der Geschwindigkeit und damit des Anhaltewegs erforderlich, wobei dieser zur Sicherheit weniger als die Hälfte der Sichtweite betragen sollte.
Um die Gefahren zu verringern, wurden mittlerweile auch Sensoren entwickelt und in Serie gebracht, die per Radar in Fahrtrichtung auch durch Nebelwände hindurch Hindernisse erkennen können. Das Tempo der Fahrt sollte deshalb zwar nicht gesteigert werden, aber der Fahrer kann sich mit einer gewissen Wahrscheinlichkeit bereits darauf verlassen rechtzeitig gewarnt zu werden, so dass er per Bremsung schadenfrei zum Stillstand kommt oder zumindest einen wesentlich sanfteren Aufprall erleidet. In städtischen Umgebungen oder auch in Tunneln sind diese Sensoren jedoch nur bedingt funktionsfähig, da hier generell zu viele störende Funk-Reflexionen auftreten.

#### Schifffahrt

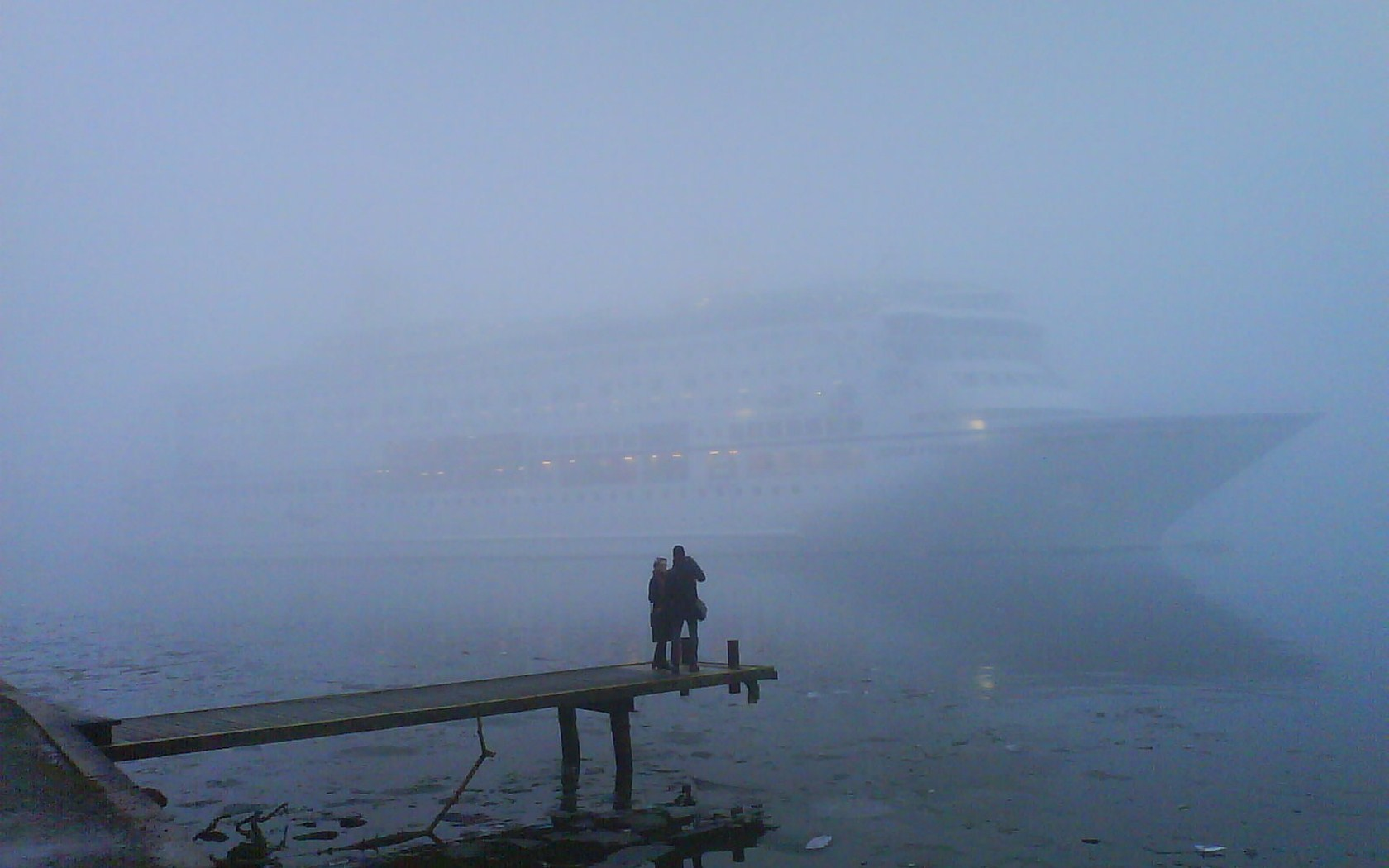
Das Kreuzfahrtschiff Birka Paradise ist im dichten Nebel vor Stockholm kaum auszumachen

Bei Schiffen haben sich Radaranlagen bewährt, wobei Nebel in der Vergangenheit mehrmals zu schwerwiegenden Kollisionen führte. Dieses zog nach sich, dass vor allem der Schiffsverkehr oft völlig zum Erliegen kam. Gerade bei Schiffen und Flugzeugen ohne entsprechende Technologie besteht die nebelbedingte Kollisionsgefahr allerdings nach wie vor.
Eine besondere Gefahr geht für die Sportschifffahrt von bodennahem Nebel aus. Während kleine Sportboote vom Nebel verhüllt sind, ragen Großschiffe teils über die Nebelschicht hinaus, nehmen diesen nicht als größere Behinderung wahr und fahren deshalb mit unverminderter Geschwindigkeit. Zusammen mit dem geringen Radarecho von Sportbooten ergibt sich dadurch insbesondere in viel befahrenen Fahrwassern (z. B. Großer Belt) eine erhebliche Gefahr.
Eine bedeutende Katastrophe, bei der Nebel wohl eine der Hauptursache darstellte, war die Kollision der Schiffe Andrea Doria und Stockholm im Jahr 1956, bei der 52 Menschen starben. Neben diesen eher seltenen Ereignissen steht jedoch der wirtschaftliche Schaden im Vordergrund, da eine Einstellung oder zumindest Verlangsamung des Schiffsverkehrs erhebliche finanzielle Belastungen zur Folge hat.
Um eine möglichst sichere Navigation zu ermöglichen, müssen Schiffe bei geringen Sichtweiten Schallsignale abgeben, und Seezeichen wie Leuchttürme und Tonnen geben Nebelsignale, wofür Nebelhörner, Heultonnen, Nebelglocken und Nebelgongs verwendet werden. Wichtige küstennahe Schifffahrtstraßen werden außerdem von landgestützten Radaranlagen überwacht.

#### Luftfahrt

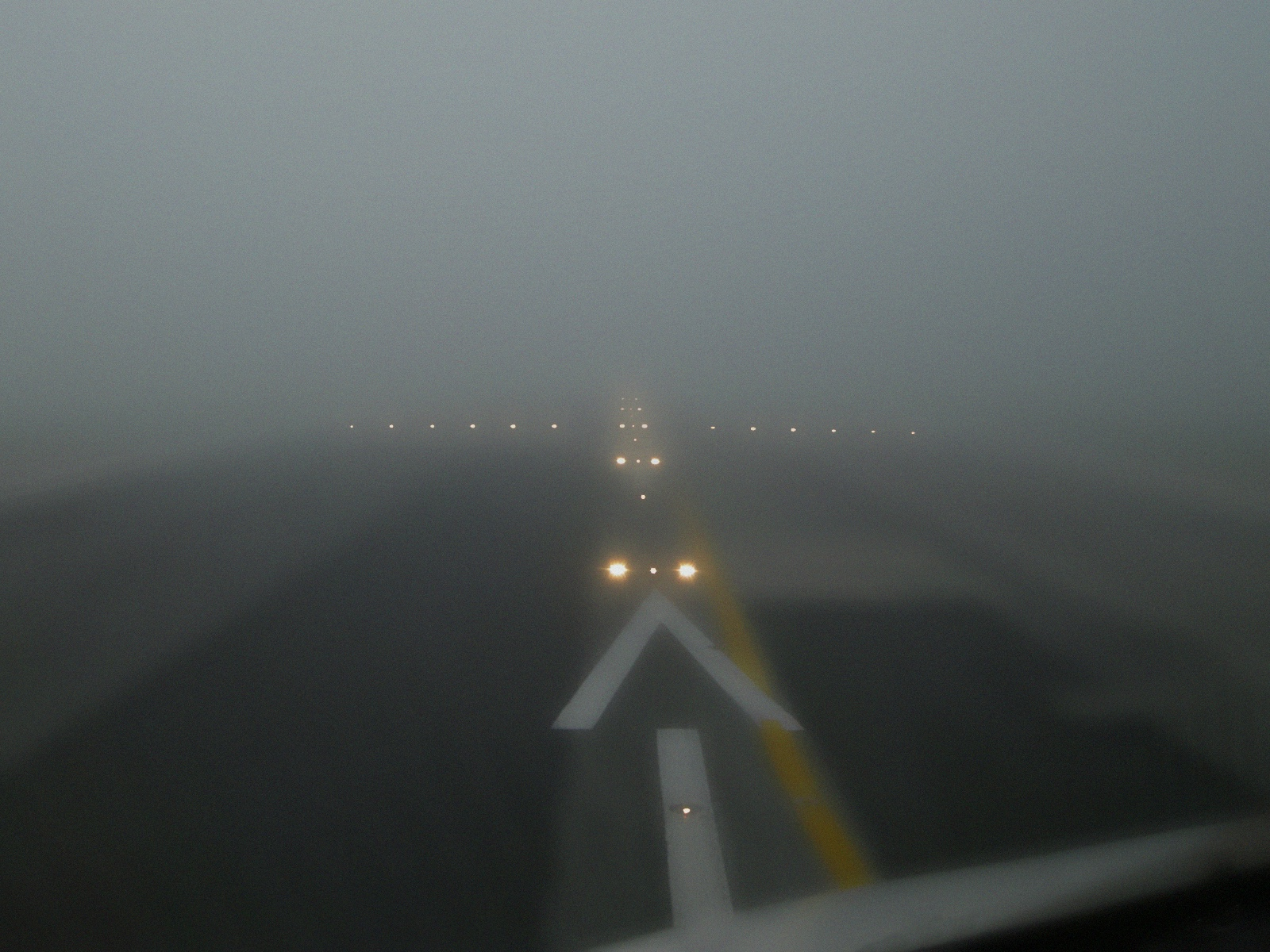
Nebel-Start einer Airbus-A319-Verkehrsmaschine bei einer Sichtweite von unter 200 Metern

Die Luftfahrt setzt schon seit dem zweiten Viertel des 20. Jahrhunderts stark auf Radar und konnte damit schon sehr früh zumindest assistierend vom Boden aus den Piloten Hilfestellung geben. Mittlerweile ist die Zahl der Radar-Einheiten zur Beherrschung von Nebel, Wolken und anderen sichtbehindernden Effekten in einem heutigen Langstreckenflugzeug an der Grenze zur Zweistelligkeit angekommen. Kleinflugzeuge fliegen jedoch auch weiterhin in der Mehrzahl rein nach Sichtflugbedingungen und müssen Nebel deswegen auch weiterhin stark berücksichtigen.
Im Luftverkehr erschwert Nebel damit heute zwar weniger den Flugverkehr selbst, hat jedoch erhebliche Folgen, wenn er auf Flugplätzen eine Sichtweite von etwa 1,2 Kilometern unterschreitet. Starts sind prinzipiell möglich, jedoch ist das Risiko größer. Zwar ist es auf allen Verkehrsflughäfen möglich per Instrumentenlandesystem ein Flugzeug auf den Boden zu bringen, jedoch behält man sich als letzte Sicherheit die visuelle Kontrolle von Befeuerung und Landebahn durch den Piloten vor. Tritt starker Nebel auf, so kann dieses bis zum zeitweiligen Ausfall des gesamten Flughafens führen. Flugzeuge müssen umgeleitet werden und allenfalls unausweichliche Landungen, zum Beispiel wegen Treibstoffmangels, werden dann noch gewagt. Der Franz-Josef-Strauß-Flughafen im Erdinger Moos, einem ehemaligen Moor und potentiellen Nebel-Gebiet in der Nähe von München, ist ein Beispiel für einen Flugplatz, der häufiger durch Nebel beeinträchtigt wird. Auch wenn die tatsächlichen Ausfallzeiten, schon alleine aufgrund der Größe der Anlage, noch erträglich klein sind, so zeigt sich hier, welche Bedeutung allein schon die bauliche Planung derartig nebelempfindlicher Anlagen besitzt.

#### Raumfahrt und Diverses

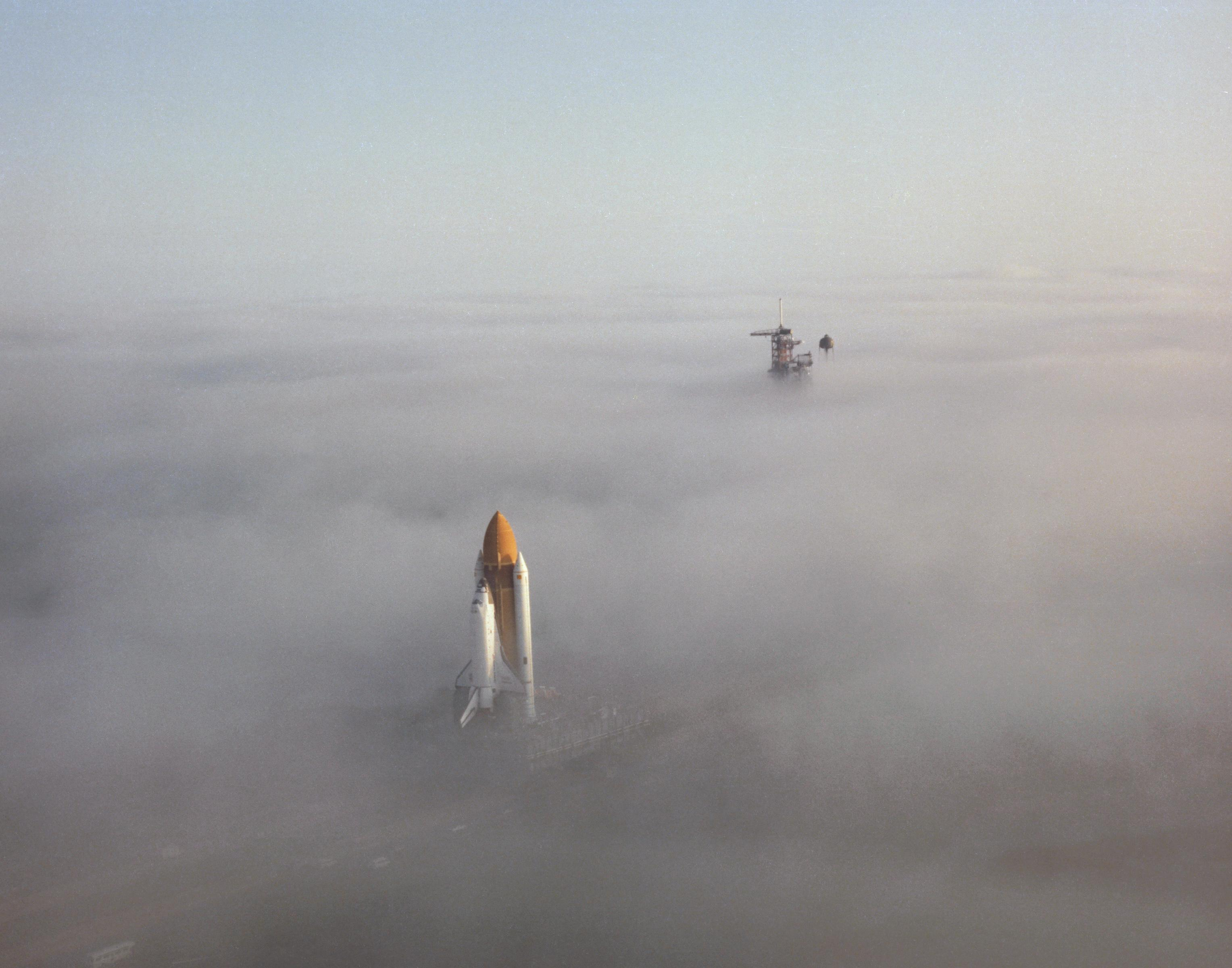
Raumfähre Challenger im Nebel

Auch in ähnlichen Situationen kann Nebel von Bedeutung sein, so zum Beispiel bei militärischen Operationen, Rettungsmissionen oder für Betrieb eines Weltraumbahnhofs. So mussten beispielsweise die Starts von Shuttlemissionen von Cap Canaveral des Öfteren aufgrund von Nebel verschoben werden. Auch die Landung in der Normandie 1944 oder der Einsatz von UN-Truppen in Tuzla 1995 wurde durch nebliges Wetter verzögert.

### Umweltverschmutzung und Schadstoffausbreitung
Nebel besteht zwar aus Wassertröpfchen, doch handelt es sich dabei keineswegs um reines Wasser. Es kann eine Vielzahl von Stoffen in ihm gelöst sein, für die der Nebel bzw. dessen Tröpfchen ein Verbreitungsmedium darstellt. So hatte Nebel in Kombination mit schwerer Luftverschmutzung einen wichtigen Anteil an Smog-Katastrophen wie 1930 in Belgien, 1948 in Pennsylvania und besonders 1952 in London. Er stellt jedoch auch unabhängig von derlei Extremereignissen ein Problem dar, zum Beispiel in Kombination mit Öl- und Waldbränden. Dabei werden durch diese Schadstoffe oft erst die Kondensationskerne zur Verfügung gestellt, an denen sich der Nebel bilden kann, was auch der wesentliche Grund ist, weshalb sich London in der Vergangenheit besonders nebelreich zeigte. Der Übergang zum trockenen Dunst ist dabei in vielen Fällen fließend.

### Künstliche Nebelbeeinflussung
Der in Fragen der Verkehrssicherheit aber auch in Bezug auf Freiluftveranstaltungen unerwünschte Nebel wird in besonderen Fällen durch technische wie chemische Verfahren beseitigt, insofern der hierfür nötige Aufwand verhältnismäßig erscheint. Die Verfahren sind dabei zwar vielfältig, zeichnen sich jedoch meistens durch hohe Kosten und eine geringe Effektivität aus. Die Nebelbeseitigung ist daher allgemein ein sehr aufwändiges und kostspieliges Unterfangen, weshalb sie nur in Sonderfällen Anwendung findet und auch in diesen immer seltener wird.

„Befeuerung“ der Landebahn mit dem Nebelbeseitigungs-System FIDO durch Abbrennen von Flugbenzin (1945)

Ein heute kaum noch angewandtes Verfahren ist die Pistenheizung, also die schlichte Erwärmung der Landebahnen eines Flughafens, um durch die dann höheren Temperaturen der Luft in Bodennähe eine Auflösung des Nebels zu erreichen. Dieses ist nur bei einer geringen Mächtigkeit des Nebels und gleichzeitig niedrigen Windgeschwindigkeiten erfolgversprechend, wird aber aufgrund der hohen Energiekosten heute kaum noch angewandt. Eine andere Möglichkeit geht genau den entgegengesetzten Weg, indem man versucht, die Tröpfchengrößen innerhalb des Nebels so weit zu erhöhen, dass dieser ausregnet. Dazu setzt man flüssiges bzw. festes Propan oder Kohlenstoffdioxid ein, die über ihre Verdunstungswärme eine Reduktion der Lufttemperaturen und dadurch verstärkte Kondensation bzw. Resublimation bedingen. Dieses ist wiederum nur bei Temperaturen unter etwa 0 °C mit vertretbarem Aufwand möglich. Eine weitere Möglichkeit besteht darin, die Luftschichten zu durchmischen und dadurch die Inversion aufzulösen, was meistens über Hubschrauber umgesetzt wird. Deren Wirkungsbereich ist jedoch sehr gering und die Wirksamkeit einer solchen Methode daher auch meistens auf kurze Zeiträume begrenzt.
Grundsätzlich zeigt sich, dass Maßnahmen zur Nebelbeseitigung immer nur begrenzt erfolgreich sein können und auch nur da sinnvoll sind, wo durch Nebel außerordentlich starke Kosten bzw. Gefahren entstehen. Eine flächendeckende Nebelbeseitigung auf Straßen bzw. auch nur Autobahnen ist daher von vornherein unverhältnismäßig. Hier kann neben einer angepassten Fahrweise seitens der Verkehrsteilnehmer nur eine entsprechend sensible Verkehrswegeplanung sowie langfristige Wasserhaushaltsmaßnahmen Abhilfe schaffen, also eine Nebelvermeidung. Daher eignen sich auch von Kaltlufteinschlüssen geprägte Grundstücke wie Senken wenig für nebelsensible Anlagen, ebenso wie Standorte mit häufigen Advektionsnebeln.

#### Kunstnebel

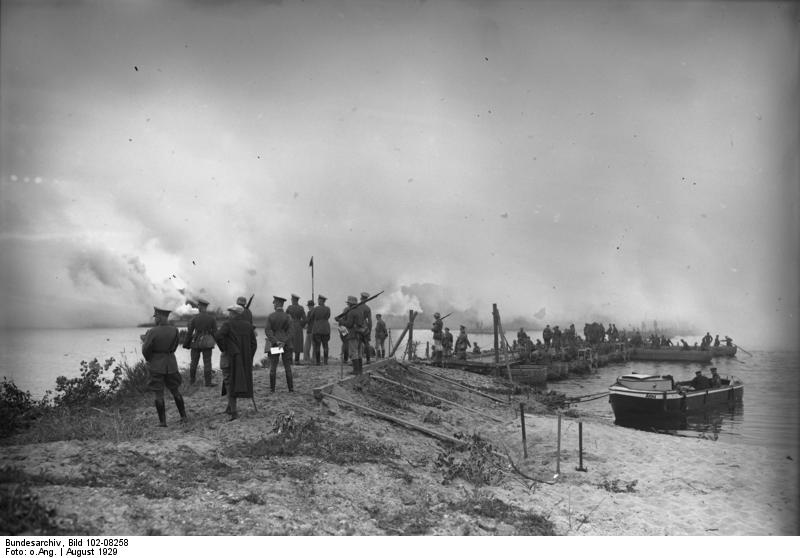
1929: Deutsche Pioniere probieren die Errichtung einer Pontonbrücke unter Einsatz von künstlichem Nebel.

Künstlich lässt sich Nebel entweder durch gezielte Übersättigung von Luft mit Wasser herstellen oder direkt durch feines Versprühen von Flüssigkeit (Sprühnebel). Der meiste künstlich erzeugte Nebel oder besser Dunst ist dabei ein Nebenprodukt mit geringer Überlebensdauer. Gerade im Winter führen die meistens warmen Abgase von Fabriken und Fahrzeugen zur Bildung kleinerer Nebelmengen, die jedoch im Regelfall sehr schnell wieder verdunsten. Will man Nebel dagegen absichtlich erzeugen, verwendet man meistens Nebelmaschinen.
Derartiger Kunstnebel wird in der Theater- und Veranstaltungstechnik auf verschiedene Arten erzeugt. Je nach der gewünschten Beschaffenheit des Nebels werden verschiedene Techniken und Maschinen verwendet:
- feiner Dunst, um die Lichtkegel von Scheinwerfern besser sichtbar zu machen, sogenannter Haze;
- dichter Effektnebel, meistens punktuell und kurzzeitig eingesetzt;
- Bodennebel für einen dichten Nebelteppich in Bodennähe.

Eine wissenschaftliche Anwendung künstlichen Nebels ist die Nebelkammer. Diese nutzt aus, dass ionisierende Strahlung Kondensationskeime bildet, an denen sich besonders viele Wassertröpfchen bilden. Schnell durchfliegende Teilchen erzeugen dadurch entlang ihrer Flugbahn einen Streifen dichteren Nebels. Die Teilchen werden durch ein Magnetfeld unterschiedlich abgelenkt, so dass sie anhand ihrer Flugbahn identifiziert werden können.
Während des Zweiten Weltkriegs wurden sogenannte Nebelsäuren dazu eingesetzt, künstliche Nebel zum Schutz von Fabriken oder militärischen Anlagen gegen Luftangriffe zu erzeugen. Auch dienten sie als Kampfstoffe mit Nebelwirkung.
Beim Militär gibt es sogenannte Nebelkerzen; das sind Rauchgranaten, die eine starke Rauch- oder Nebelwirkung erzeugen.

### Weinbau

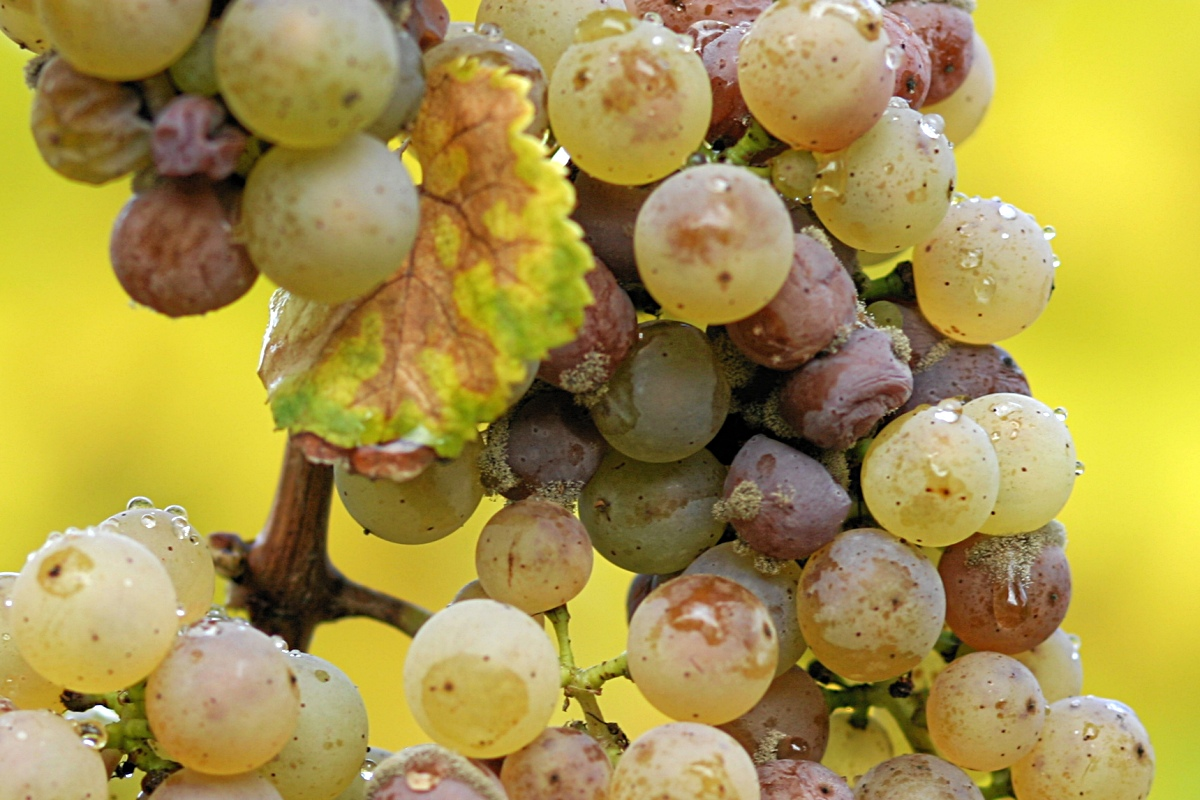
Botrytis cinerea auf Riesling-Weinbeeren

Nebel ist auch in der Weinbereitung von Bedeutung. So ergießt sich beispielsweise der wärmere Fluss Ciron südöstlich von Bordeaux in die kühlere Garonne und erzeugt dabei in den Monaten Oktober und November einen Nebel, der das Wachstum des Pilzes Botrytis cinerea fördert. Dieser löchert die Beerenhäute der Trauben, wodurch aus diesen Wasser austritt und somit ihre Süße konzentriert. Dieses ist für die Weine aus Sauternes wichtig, deren prominentester Vertreter der Wein vom Château d’Yquem ist.
Weiterhin führt Nebel auch zur Abmilderung des Klimas durch die Erhöhung der Wärmekapazität der Luft, was Weintrauben vor dem Erfrieren schützen kann. Es findet sogar regelrecht ein Wärmetransport aus Flussniederungen an die exponierten Höhenlagen der Weinberge statt. Auch wird bei Anwesenheit von Nebel durch Kondensation und Reif-Bildung aus Nebel sehr viel Energie frei, so dass die Temperaturen im Inneren der Trauben noch länger oberhalb oder an der Null-Grad-Grenze verweilen, bei der Wasser gefriert.

## Einteilung im Schema der chemischen Stoffe
|  |  |
|  |  |

|  |  |  |  |  |
|  |  |  |  |  |

|  |  |
|  |  |

|  |  |  |  |  |
|  |  |  |  |  |
|  |  |  |  |  |

Als Fachbegriff bezeichnet Nebel in der Chemie ganz allgemein eine Nichtlösung von Flüssigkeiten in einem Gas. Die einzelnen Partikel sind dabei jedoch als mikroskopisch zu betrachten. Bei größeren Partikel kommt es hingegen zu einer schnellen Entmischung.